# Église Saint-Léger de Mouy
L'église Saint-Léger de Mouy est une église catholique paroissiale de style gothique située à Mouy, commune de l'Oise en région Hauts-de-France en France. Elle possède un chœur polygonal remarquable du troisième quart du XIIe siècle, et la nef et le transept achevés avant le milieu du XIIIe siècle conservent une grande homogénéité. Le caractère trapu de ces parties de l'édifice, imputable à un rehaussement du sol et au caractère provisoire du clocher de très faible hauteur, est compensé par une disposition originale des fenêtres, et par une élévation sur trois étages au sein de la nef. Elle comporte ainsi un étage de galeries anciennement ouvertes sur les combles, mais aujourd'hui bouchées. Le portail occidental est très richement décoré, mais il a perdu son authenticité à la suite d'une restauration radicale au XIXe siècle. L'église fait l’objet d’un classement au titre des monuments historiques depuis le 28 mai 1936. Son histoire reste pour sa plus grande partie dans l'ombre, toutes les archives s'étant perdues. Elle est au centre de la paroisse Sainte-Claire de Mouy.

## Localisation

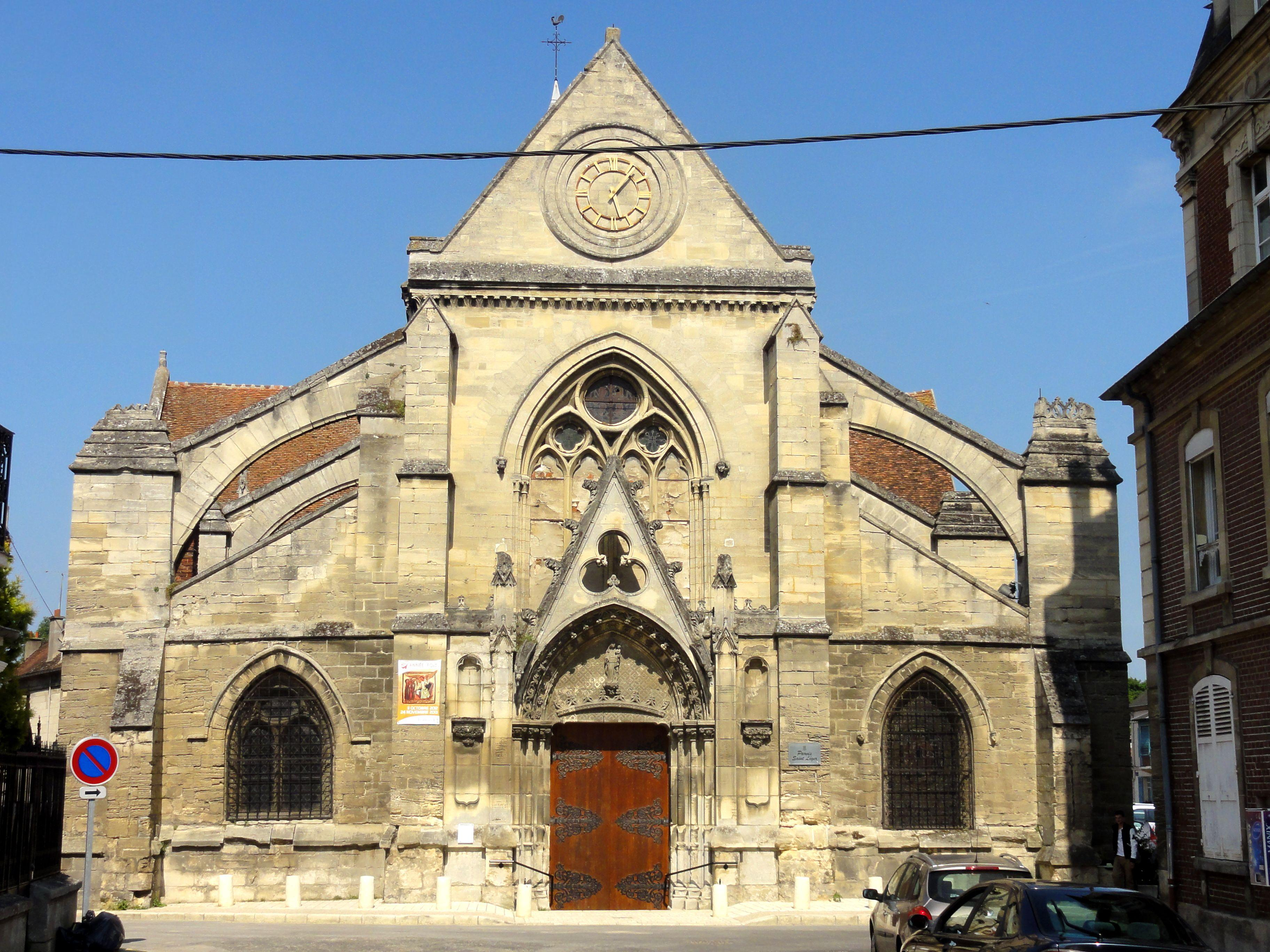
Façade occidentale.

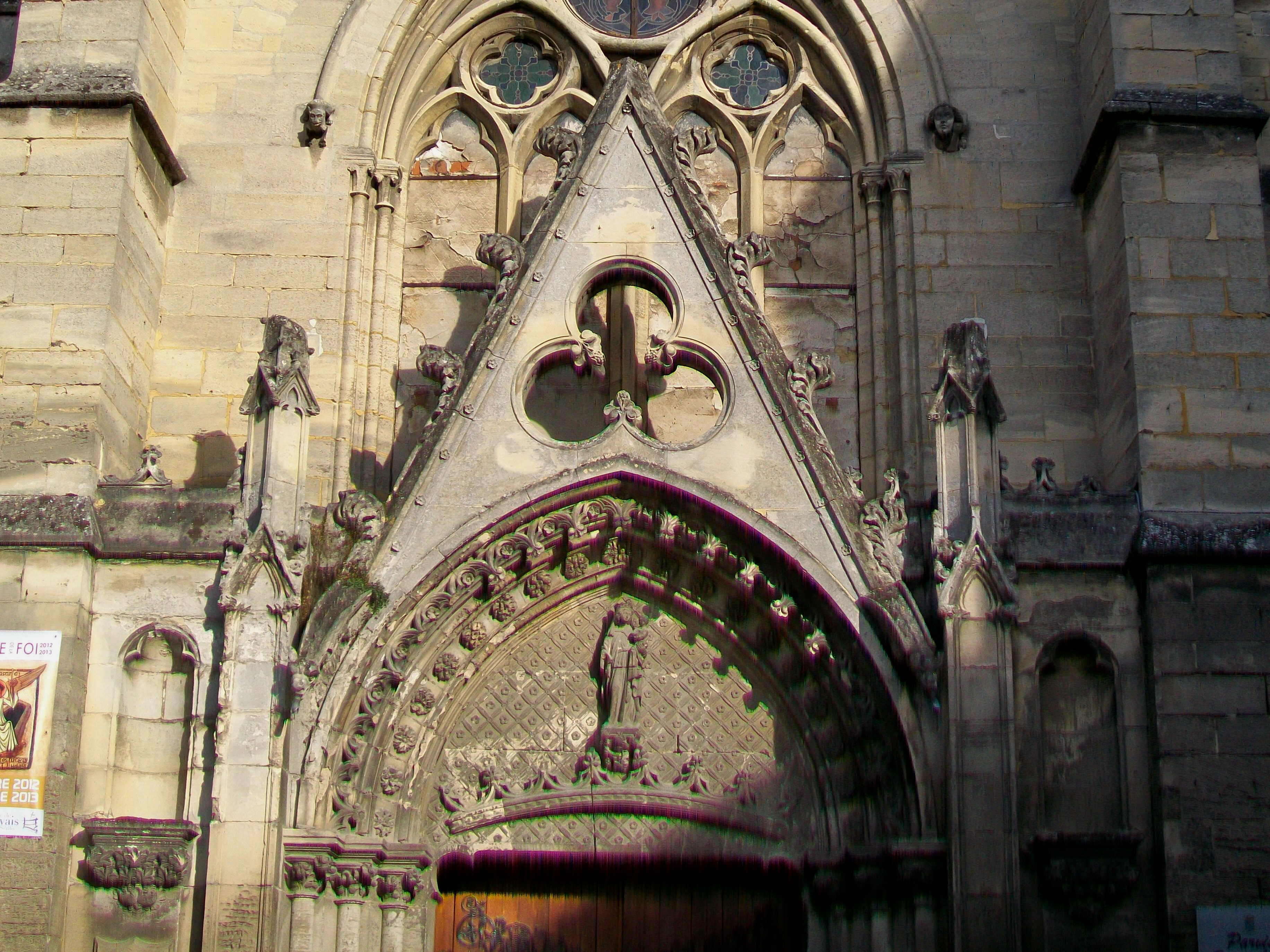
Tympan et gâble.

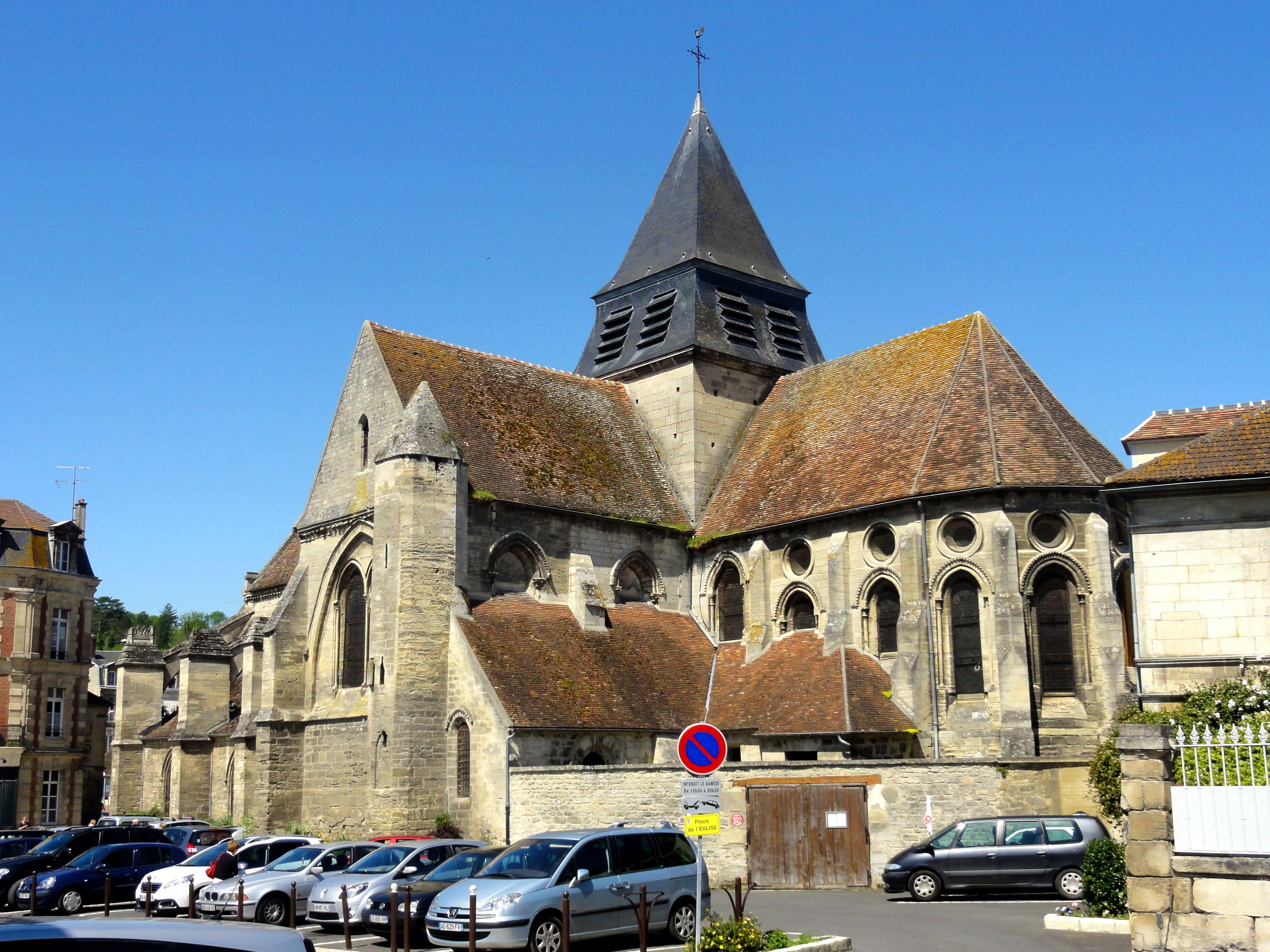
Vue depuis le sud-est.

L'église Saint-Léger se situe en France, en région Hauts-de-France et dans le département de l'Oise, sur la commune de Mouy, chef-lieu de canton. Un corps de bâtiments au sud-ouest de l'église empêche une vue d'ensemble des façades ouest et sud. L'église offre donc deux vues fondamentalement différentes : la façade occidentale donnant sur la place Cantrel, centre de l'activité commerciale du bourg, et la façade méridionale donne sur la place du docteur Avinin, qui est un parking se terminant au sud par la façade septentrionale de la mairie. L'abside de l'église est partiellement visible depuis cette place, notamment en s'approchant de l'église par l'est en venant du pont du Thérain ou de l'avenue du 8 mai 1945. Or, l'angle entre le croisillon nord et le chœur donnent sur un terrain privé, et la façade septentrionale de l'église ne donne que sur une étroite impasse.

## Histoire
L'église est classée monument historique assez tardivement par arrêté du 28 mai 1936. Jusqu'à cette date, toute documentation historique fait défaut, et même les traces des restaurations du XIXe siècle se sont perdues dans les archives. L'église n'a pas non plus attiré l'attention des archéologues, sans doute en raison de deux fautes esthétiques, à savoir l'appareil en petites pierres grises alors que de la bonne pierre calcaire est disponible dans les carrières des environs, et la faible hauteur de la nef et du transept. Celle-ci est dommageable à l'harmonie des proportions tant à l'intérieur qu'à l'extérieur, et elle est imputable à un rehaussement du sol du fait des fréquentes crues du Thérain qui coule à proximité. L'on estime que ce rehaussement porte au moins sur un mètre ; il concerne également les abords de l'église et y est facilement visible du fait de la proximité du seuil des fenêtres avec le sol. À l'intérieur, le rehaussement a été dissimulé tant bien que mal par des nouvelles bases des piliers. Aucune datation précise de ce remaniement n'est possible, mais il n'est pas antérieur au début du XVIIe siècle.
Au Moyen Âge central, Mouy n'est qu'un château devant défendre le passage du Thérain, et un petit village constitué à l'abri du château. La première église romane a dû recevoir un nouveau chœur gothique  vers 1160 / 1175, ressemblant étroitement à celui de l'église Notre-Dame de Vétheuil dans le Val-d'Oise. Ensuite, un nouveau transept est édifié quelques décennies plus tard, à la fin du XIIe siècle ou au tout début du XIIIe siècle. La nef avec ses bas-côtés suit encore avec un certain intervalle, vers 1235 / 1250. L'ensemble de l'église s'est ainsi construit dans trois générations. Un événement de grande ampleur oblige cependant d'entreprendre des travaux au XVIe siècle, à la limite avec le XVIIe siècle : il s'agit de l'écroulement du clocher central à la suite d'un ouragan. Les voûtes du transept doivent être reconstruites, et à l'est du croisillon nord, deux travées basses ainsi qu'une chapelle sont ajoutées. Elles remplacent peut-être des petites absidioles telles que l'on peut toujours en observer à l'est du croisillon sud (dont une transformée en sacristie). Ces transformations affichent le style de la Renaissance.
Sans doute du fait des guerres de religion qui sévissent à cette époque, le clocher n'est pas remplacé dans un premier temps. Ce n'est que vers le milieu du XVIIIe siècle qu'une flèche en charpente est édifiée, comportant un étage de beffroi aux parois inclinés. Pendant le XIXe siècle, des restaurations sont entreprises, et le gâble du portail occidental est construit de toutes pièces. Or, l'état de l'église est très alarmant à la fin des années 1930 et le chœur est interdit d'accès au moment du classement du fait du délabrement des voûtes et des lézardes dans les piliers. Des expertises sont dressées, mais la Seconde Guerre mondiale empêche l'exécution de tous les travaux nécessaires. Ils seront finalement conduits sous la direction de l'architecte en chef des monuments historiques, Jean-Pierre Paquet, à partir de 1949.

## Description

### Aperçu général

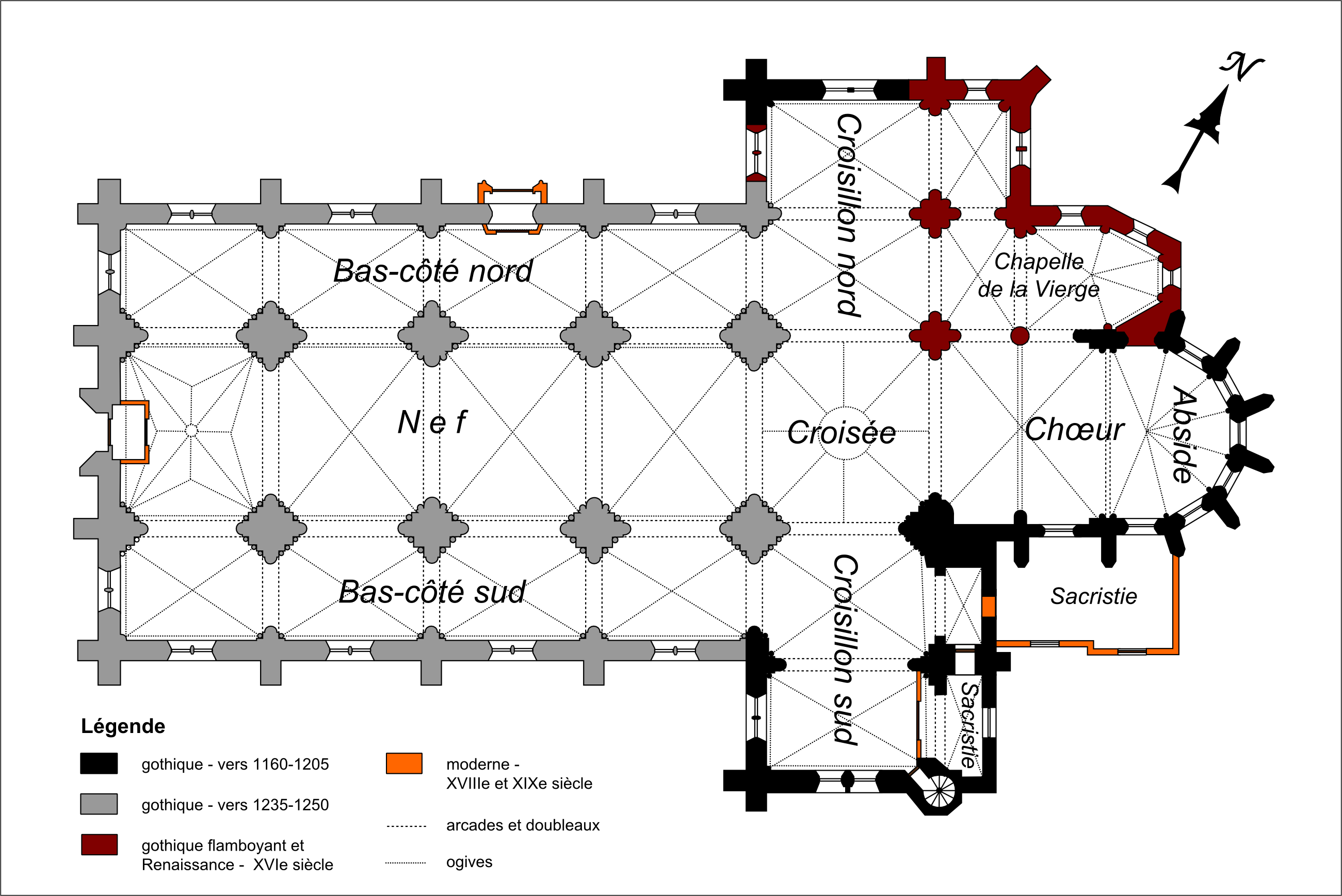
Plan de l'église.

Orientée un peu irrégulièrement nord-sud-ouest - sud-nord-est, l'église Saint-Léger se compose d'une nef de quatre travées barlongues accompagnée de deux bas-côtés de longueur identique ; d'un transept dont les croisillons comportent deux travées successives chacun ; d'une courte chapelle orientée à l'est de la première travée du croisillon sud, s'apparentant davantage à une niche (une seconde chapelle devant la seconde travée ayant été transformée en sacristie) ; d'une extension deux courtes travées prolongeant le croisillon nord vers l'est, mais pas plus élevée que les bas-côtés ; d'un chœur d'une travée droite et d'une travée comportant une abside à cinq pans ; et d'une absidiole nord au chevet à trois pans, communiquant à la fois avec l'extension du croisillon nord et la travée droite du chœur. Les bas-côtés sont recouverts de toits en appentis, et la nef et le transept présentent des pignons au nord, à l'ouest et au sud. Le clocher se dresse au-dessus de la croisée du transept, mais ne dépasse plus en hauteur le faîtage des toitures. Il est prolongé par une flèche pyramidale en charpente, dont le niveau inférieur fait office d'étage de beffroi avec des ouvertures abat-son. L'église possède deux portails, dans la façade occidentale et dans la troisième travée du bas-côté nord.

### Extérieur

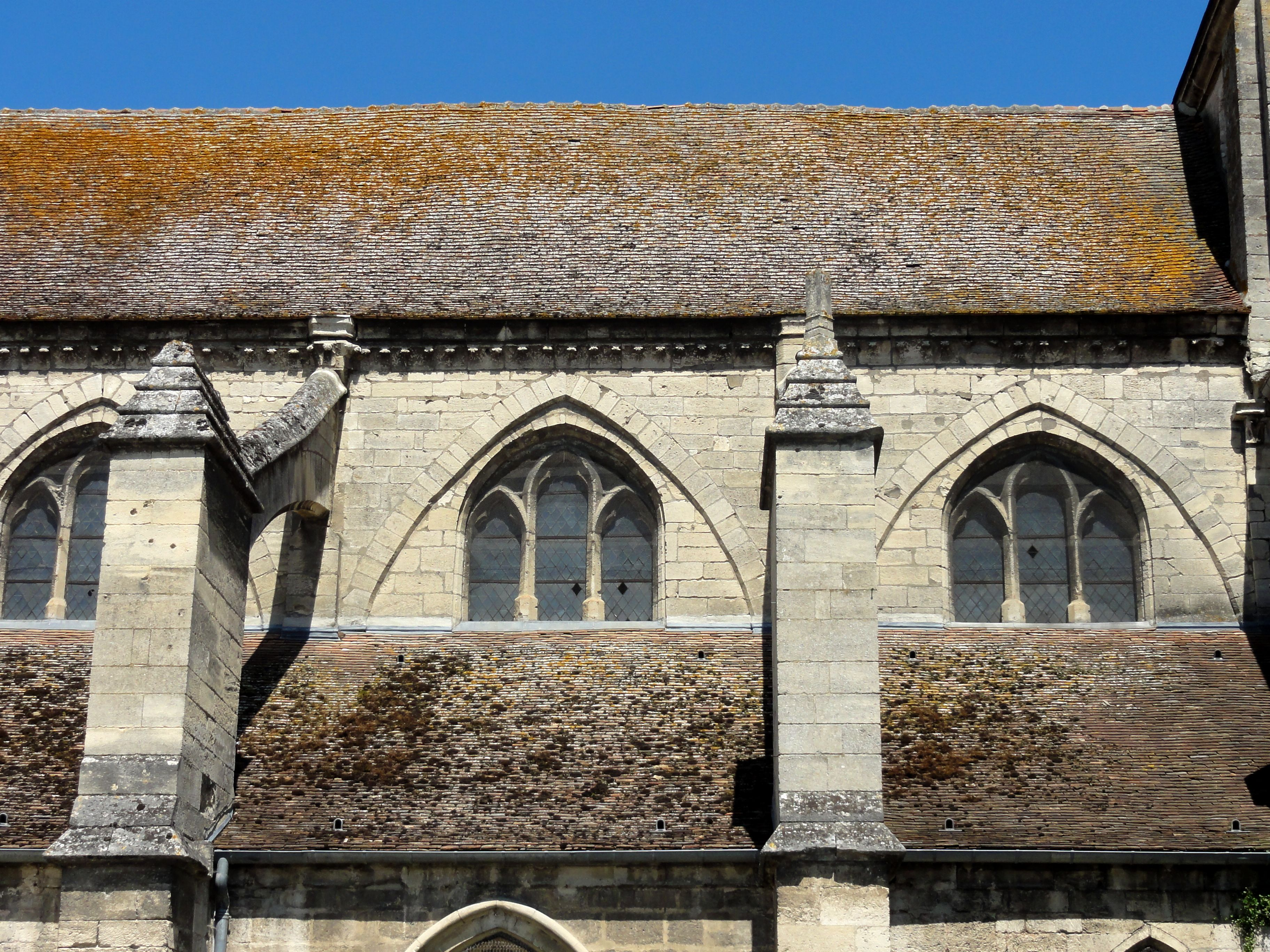
Fenêtres et arcs-boutants de la nef, côté sud.

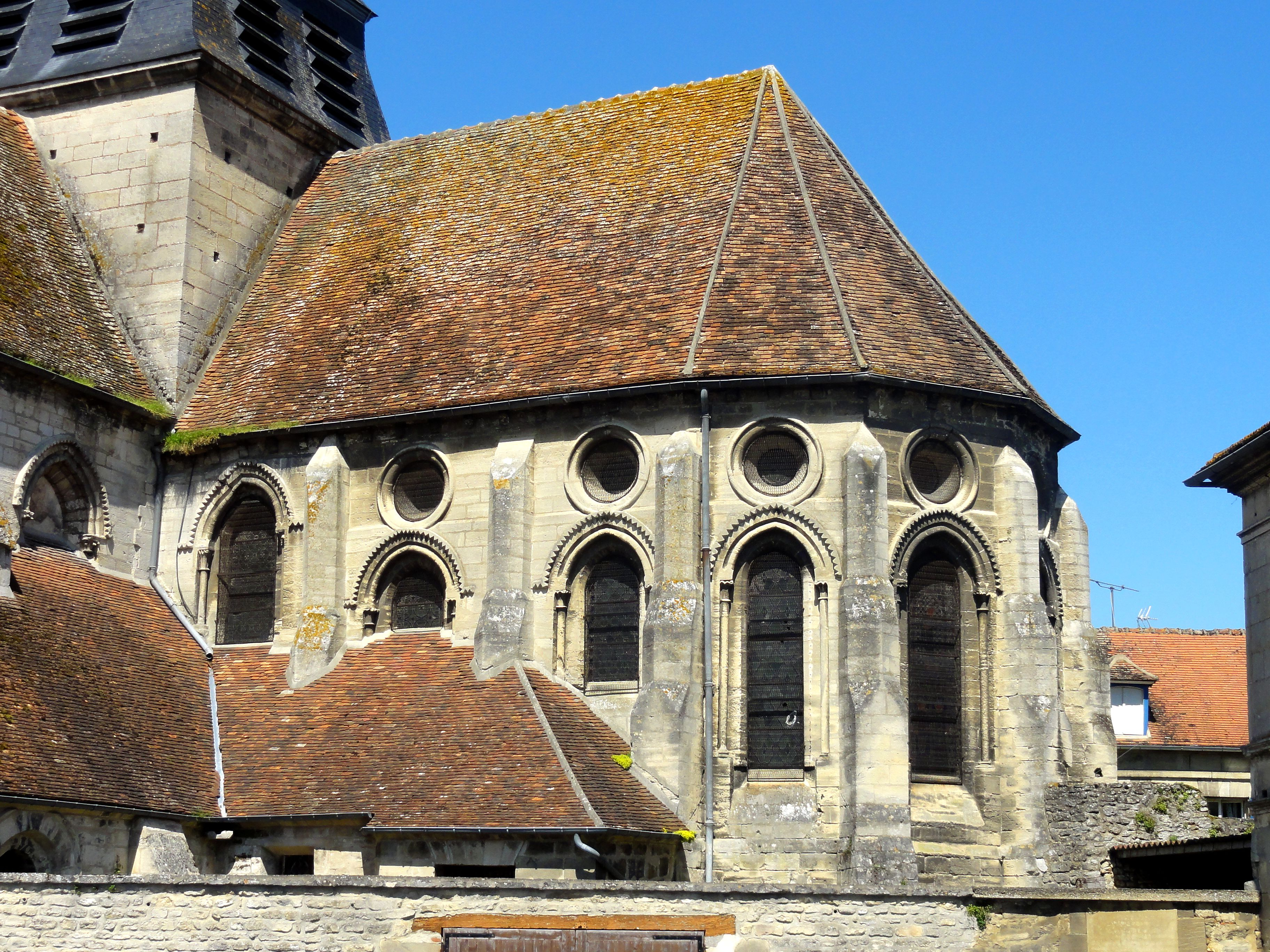
Vue rapprochée du chœur.

La façade occidentale est subdivisée en trois parties de largeur à peu près égale : la partie centrale correspondant à la nef et s'organisant sur deux niveaux, et les parties latérales correspondant aux bas-côtés, se terminant par des demi-pignons surmontés par les premiers arcs-boutants de la nef. Les arcs-boutants à simple volée s'appuient contre les culées prolongées des contreforts des murs gouttereaux des bas-côtés, qui sont recouverts de chaperons à quatre versants. Seulement le contrefort de droite garde la partie inférieure de ce qui devait être un pinacle. Il est à noter que ces contreforts sont eux-mêmes épaulés par des contreforts plus bas du côté ouest, se terminant à mi-hauteur par des glacis fortement inclinés. Les murs occidentaux des bas-côtés sont ajourés de baies en tiers-point, avec un remplage de deux lancettes surmontées par un oculus. Ces baies sont simplement décorés par un sourcil. Directement au-dessus, court un larmier qui se poursuit sur toute la façade, y compris sur les contreforts occidentaux de la nef, et qui prend la forme d'un glacis sur la partie centrale de la façade. Il y récompense la profondeur du portail en tiers-point à triple archivolte. Ce portail est cantonné de deux petits contreforts à pinacles, et des petites niches trilobées remplissent les trumeaux entre ces petits contreforts et les grands contreforts de la nef, scandés par un second niveau de larmiers plus haut et recouverts de chaperons en bâtière. La porte elle-même est rectangulaire, mais le tympan présente une arcature décorative en anse de panier supportant une statuette de la Vierge à l'Enfant. Cette arcature et les archivoltes sont agrémentées de feuillages, et le tympan est décoré d'un quadrillage. En haut, le gâble est garni de crochets et percé d'une trèfle. Il obstrue en partie la grande fenêtre située juste derrière, se composant de quatre lancettes à tête tréflée (bouchées) surmontées de deux quatre-feuilles et d'un oculus. Un rang de billettes et un glacis séparent le mur de la nef du pignon, qui arbore une horloge entourée de moulures.
L'élévation latérale de la nef comporte des baies hautes et est marquée par les arcs-boutants déjà décrites, ainsi que les toits en appentis des bas-côtés. Le mur gouttereau se termine par un cordon de billettes, tel que déjà observé sur la façade occidentale. Les baies hautes s'inscrivent dans des arcs de décharge en tiers-point sans piédroits, mais ne remplissent que la moitié de leur largeur. Elles sont donc en arc brisé surbaissé, et pourvues d'un remplage simple composé de trois lancettes. Les fenêtres des bas-côtés adoptent une forme en tiers-point classique. Les trois premières sont à deux lancettes surmontées d'un oculus ; la quatrième est à lancette simple, le contrefort occidental du croisillon sud ne laissant pas davantage de place.
Le transept présente une décoration plus élaborée. Sur les murs pignon, le rang de billettes est remplacée par une corniche de feuillages. Les fenêtres des murs latéraux sont surmontées d'un cordon de dents de scie. Sinon, les deux croisillons sont assez différents. Le mur occidental du croisillon sud est percé d'une baie à lancette simple au-dessus du toit du bas-côté, et d'une double baie selon des dispositions identiques à sa droite. Cantonnées de fines colonnettes à chapiteaux, ces baies possèdent une archivolte torique et sont situées plus bas que les fenêtres hautes de la nef. Le mur méridional est pourvue d'une double baie semblable à la précédente, mais sans cordon en dents de scie, et avec un arc de décharge du même profil que ceux des fenêtres hautes de la nef. Le mur oriental enfin n'apparaît qu'au-dessus du toit en appentis de l'abside et de la sacristie, et ses deux baies à lancette simple sont murées. L'extrémité sud-est du croisillon est occupée par une tourelle d'escalier octogonal, qui rend les contreforts inutiles ici. Sinon, les contreforts du transept sont scandés d'un glacis au même niveau que ceux des bas-côtés, et se terminent par un long glacis au sud, mais par un chaperon (à l'instar des contreforts des bas-côtés) au nord. Le croisillon nord est éclairé latéralement par des fenêtres à lancette simple, mais sans colonnettes ni archivolte. Le mur pignon est ajouré d'une grande rosace telle que dans la façade de l'église de Champagne-sur-Oise.
Le chœur est d'une facture assez singulière et ne manque pas d'élégance, mais ses murs n'apparaissent qu'au-dessus d'un mur qui clôture l'espace tout autour. Les contreforts se distinguent par un passage à une section polygonale à mi-hauteur des fenêtres et par la complexité de leurs volumes. Les fenêtres s'ouvrent au-dessus de longs glacis fortement inclinés. Elles sont à lancette simple, cantonnées de colonnettes à chapiteaux et surmontées d'une archivolte torique et d'un rang de dents de scie. Au-dessus, s'ouvrent des oculi moulurés, sauf pour la première fenêtre à l'ouest, qui monte plus haut.

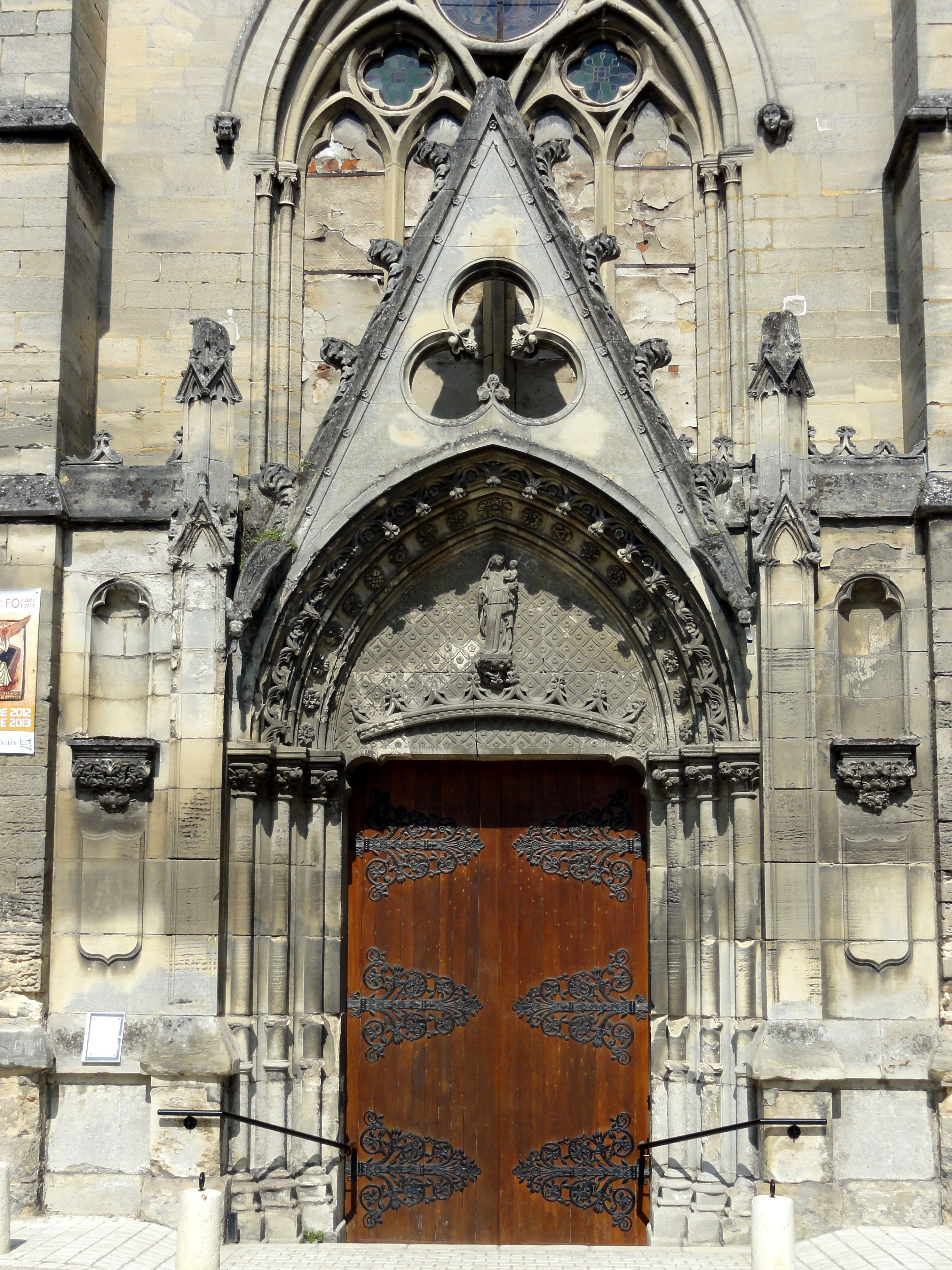
Portail occidental.
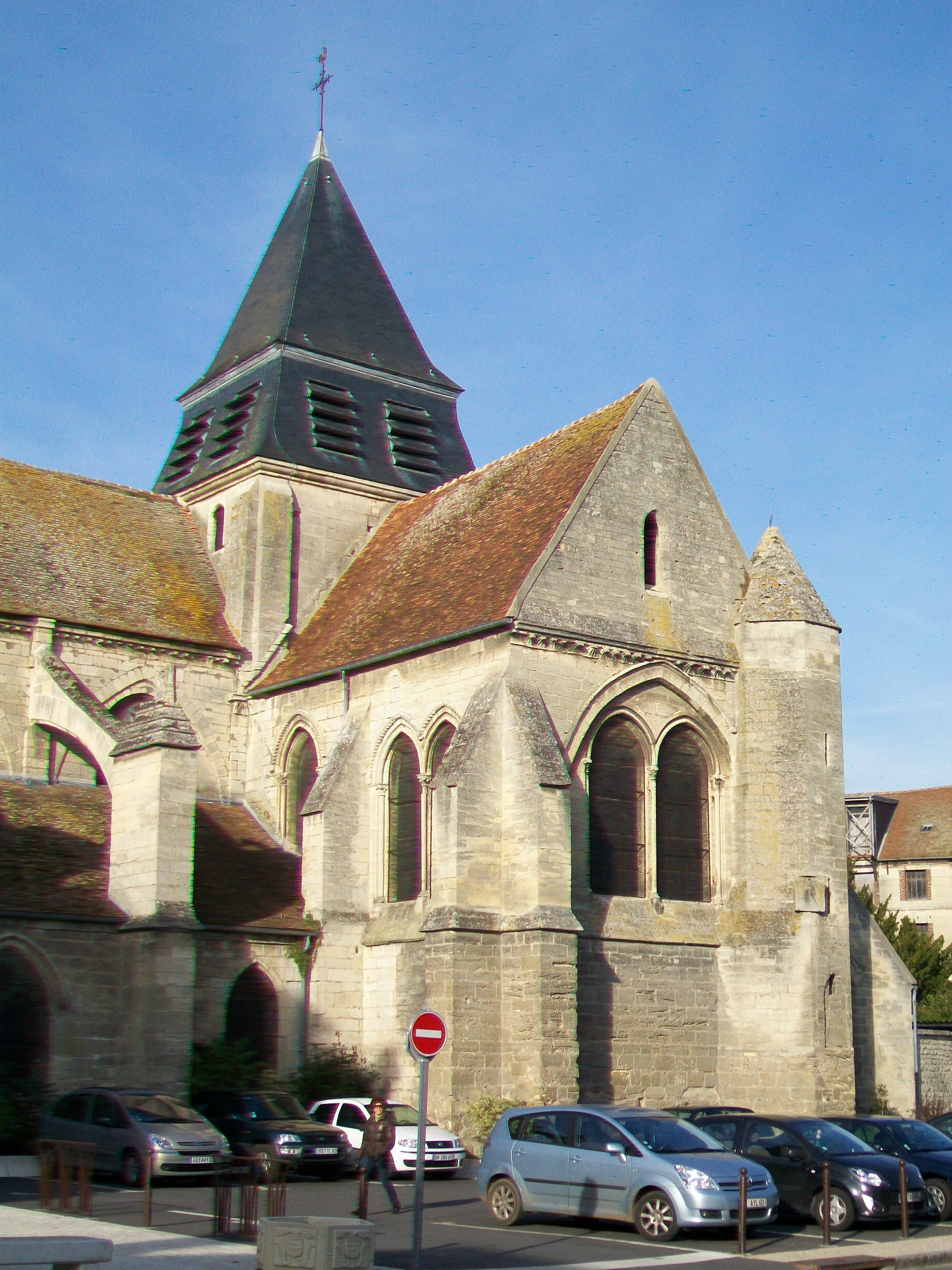
Croisillon sud et clocher.
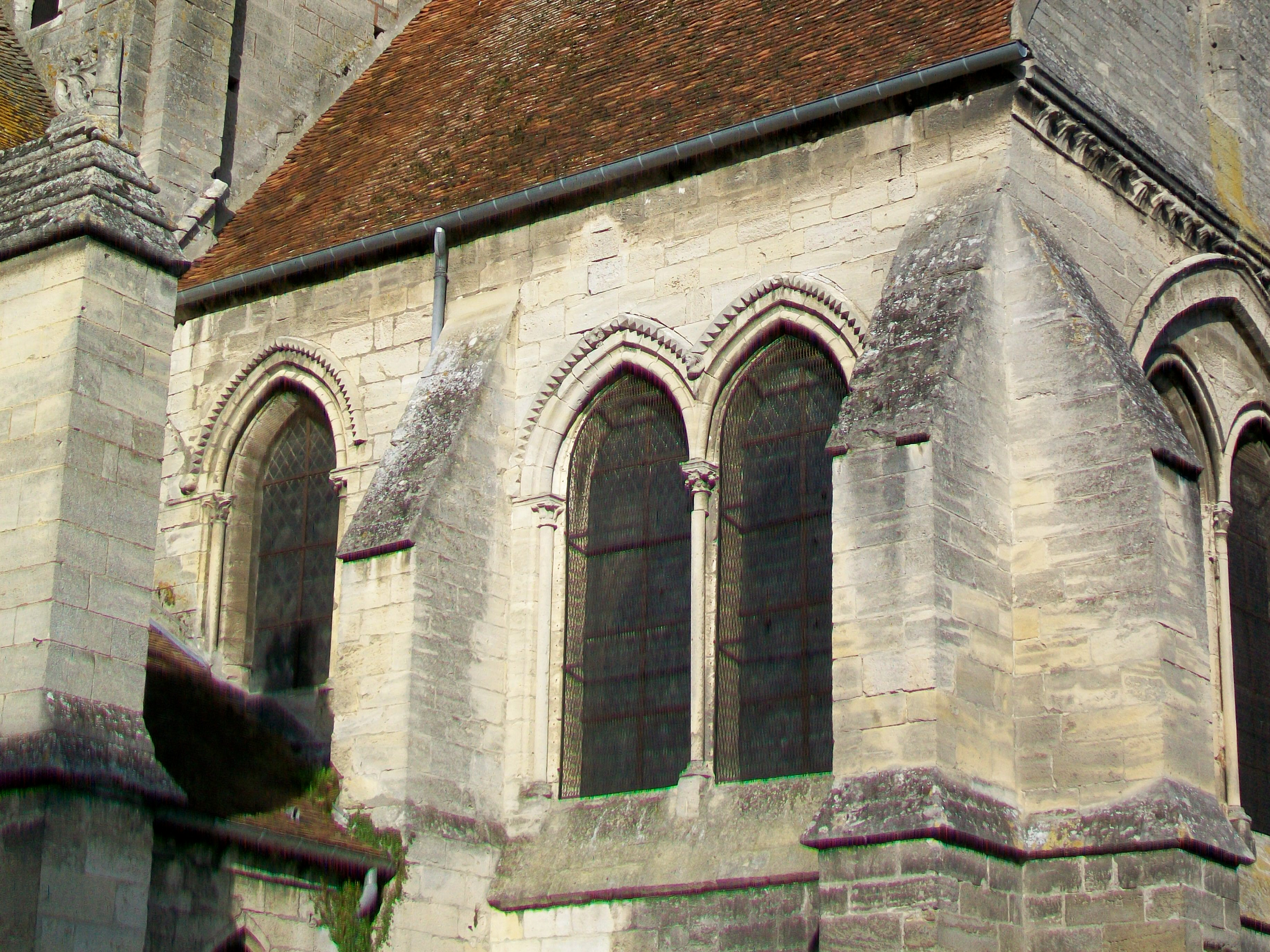
Croisillon sud, côté ouest.
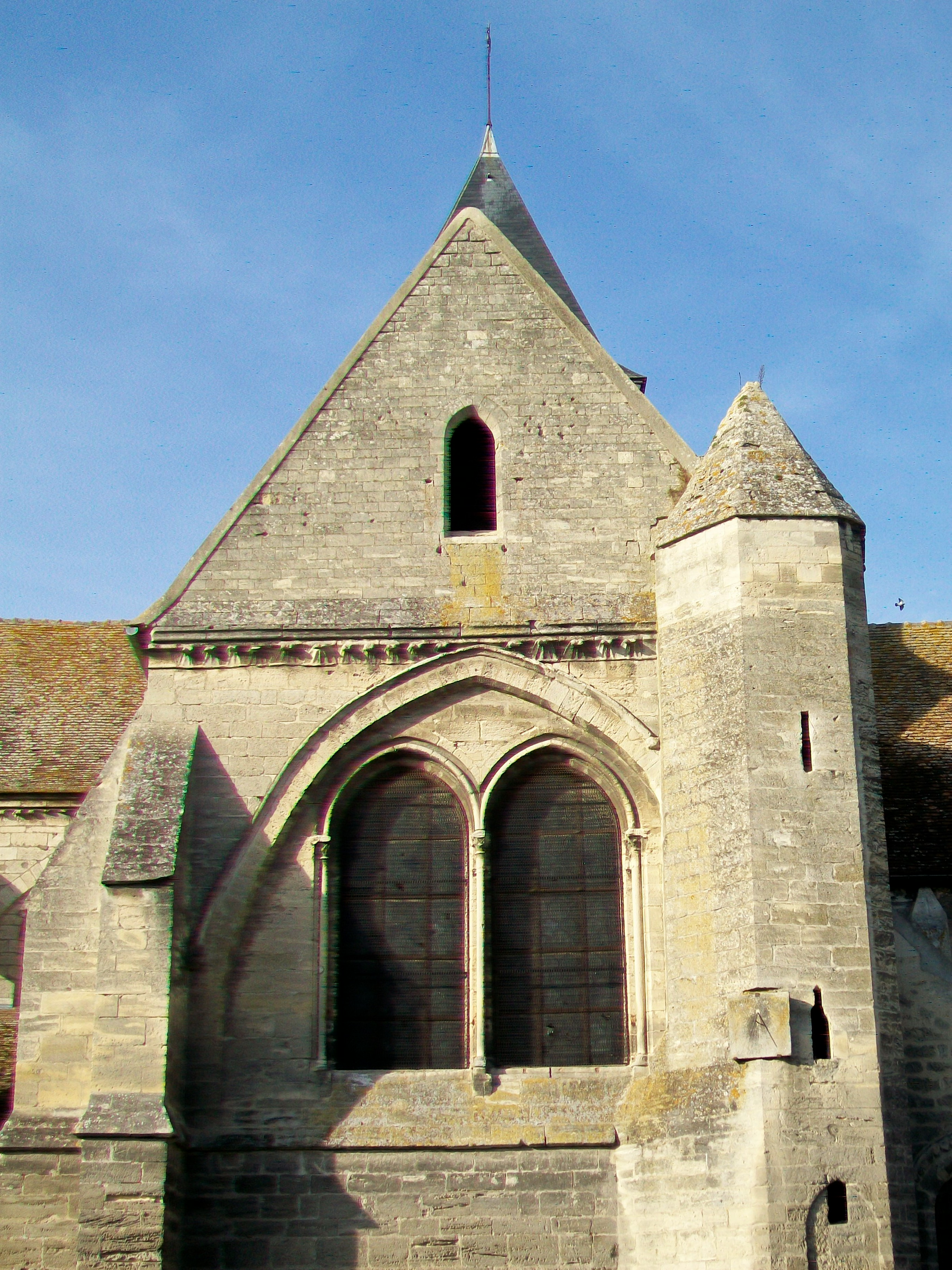
Croisillon sud, pignon.
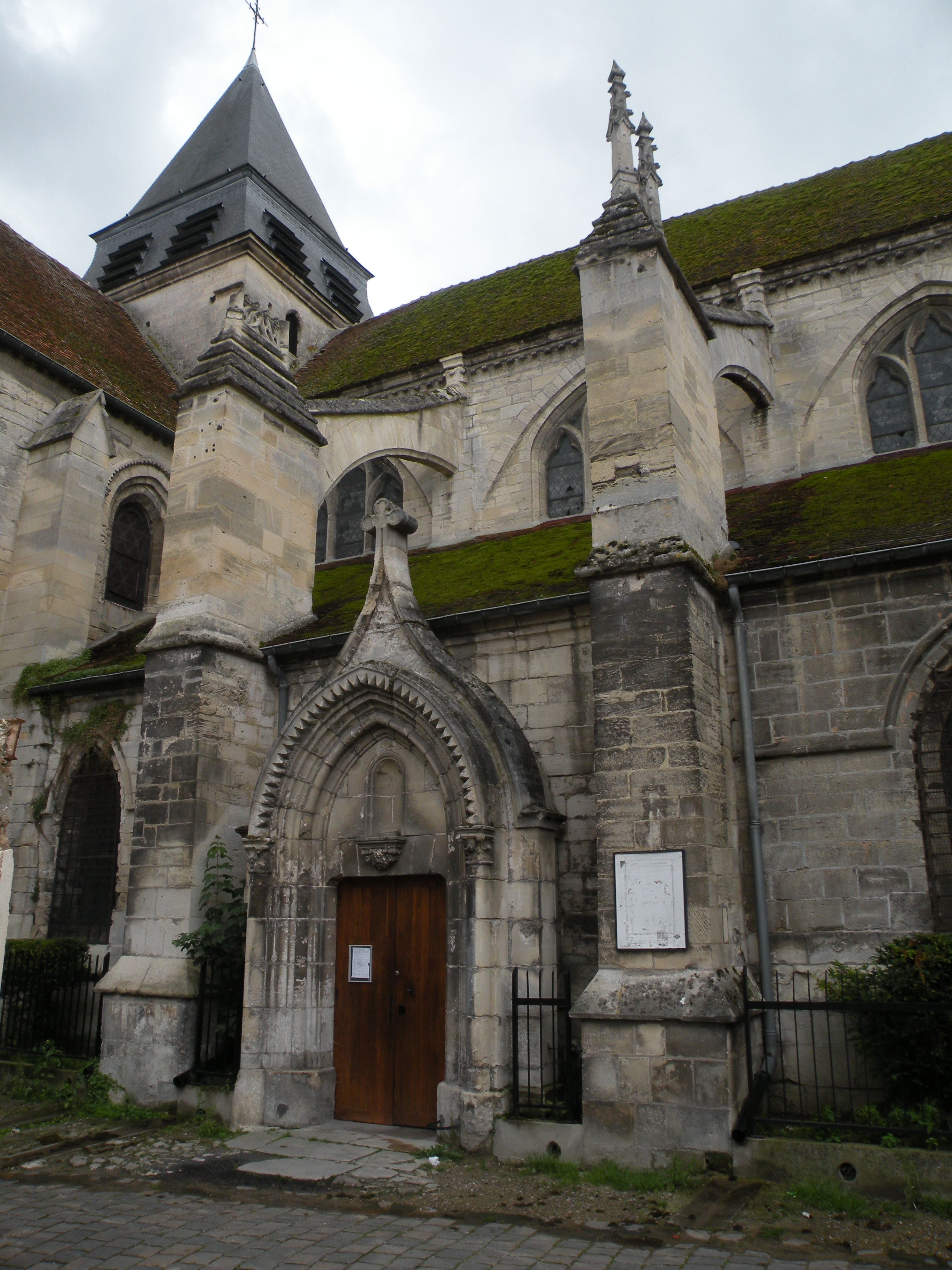
Portail latéral nord.
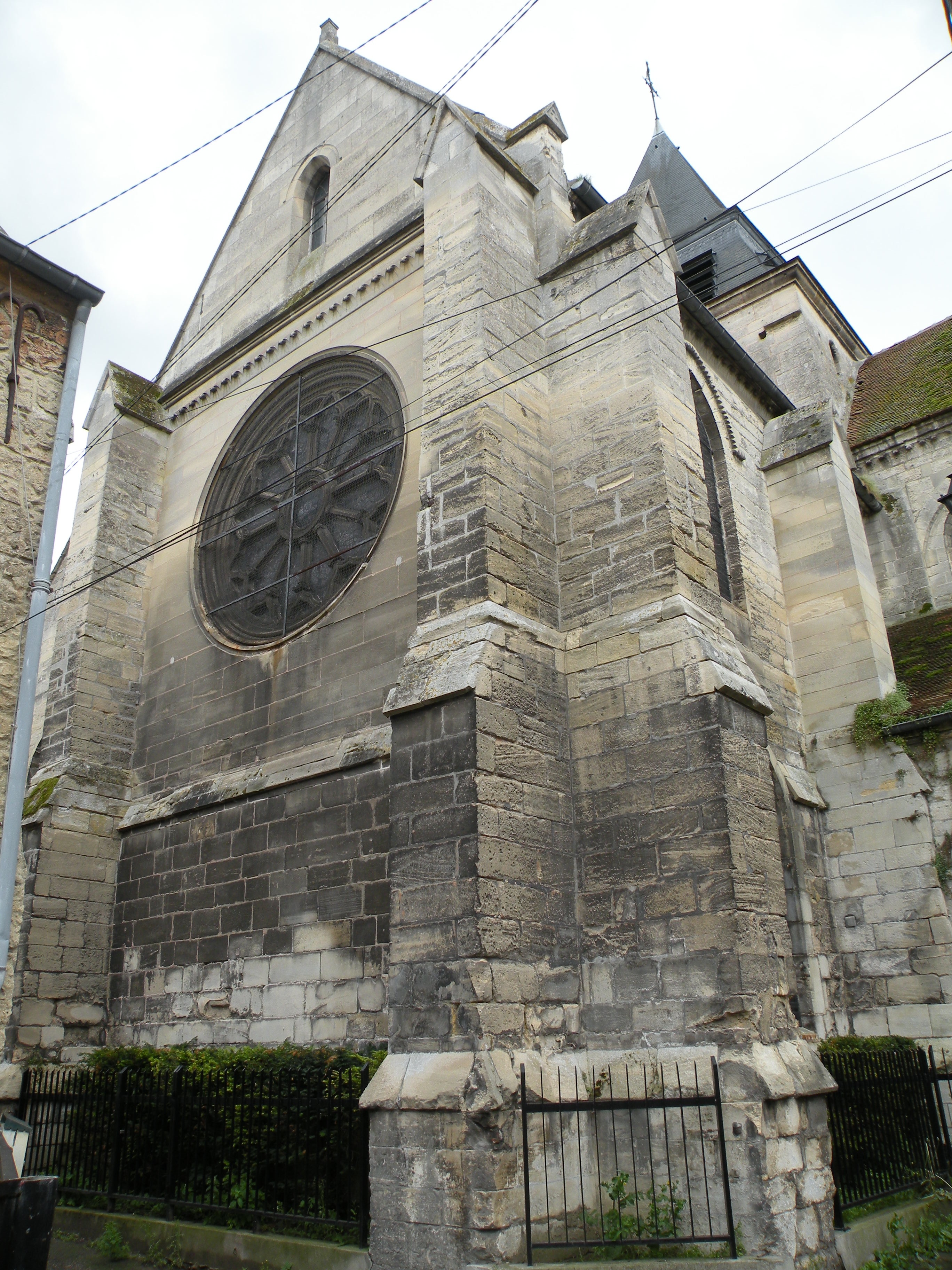
Croisillon nord.

### Intérieur

#### Nef et bas-côtés

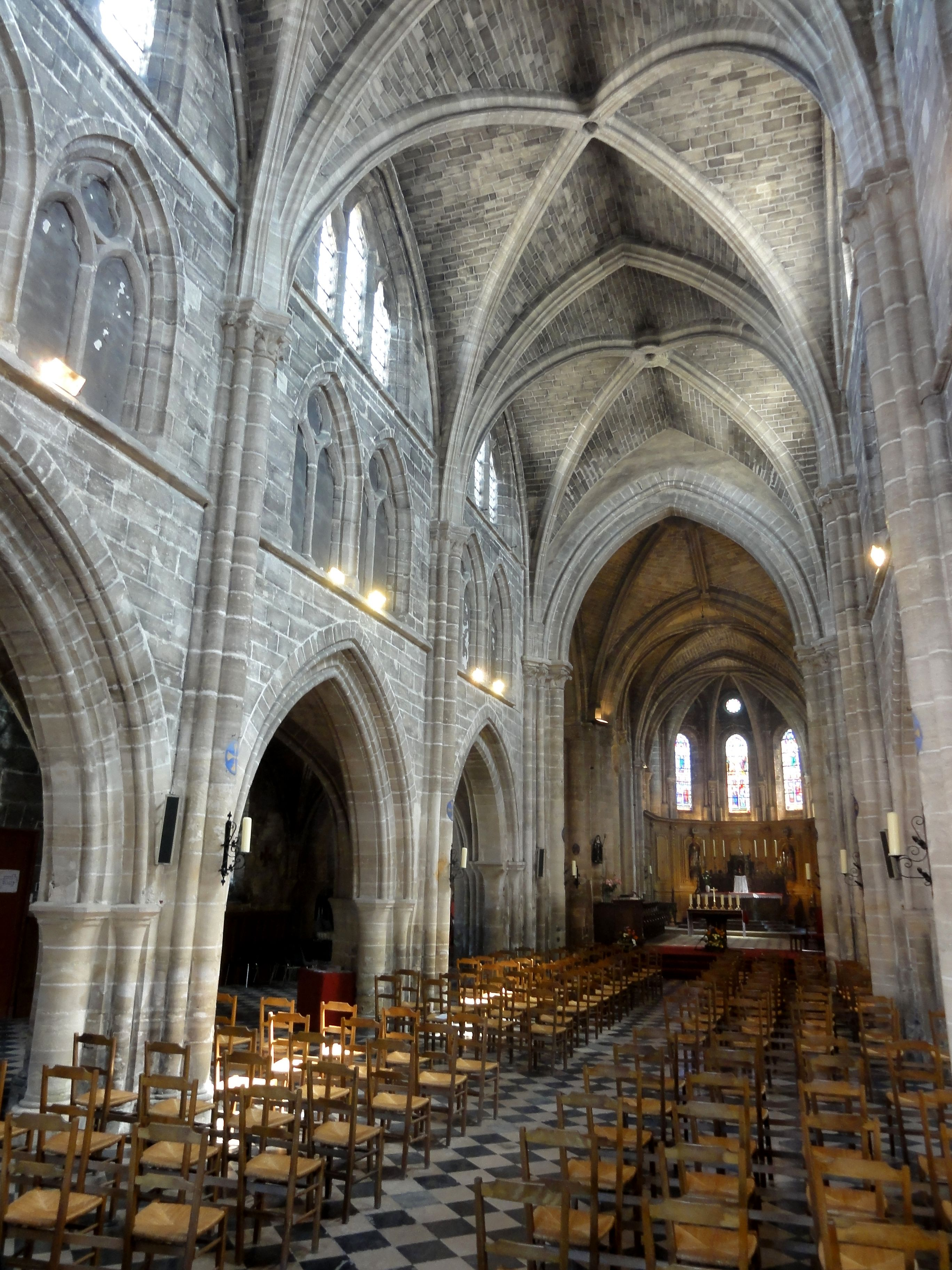
Vue générale intérieure.

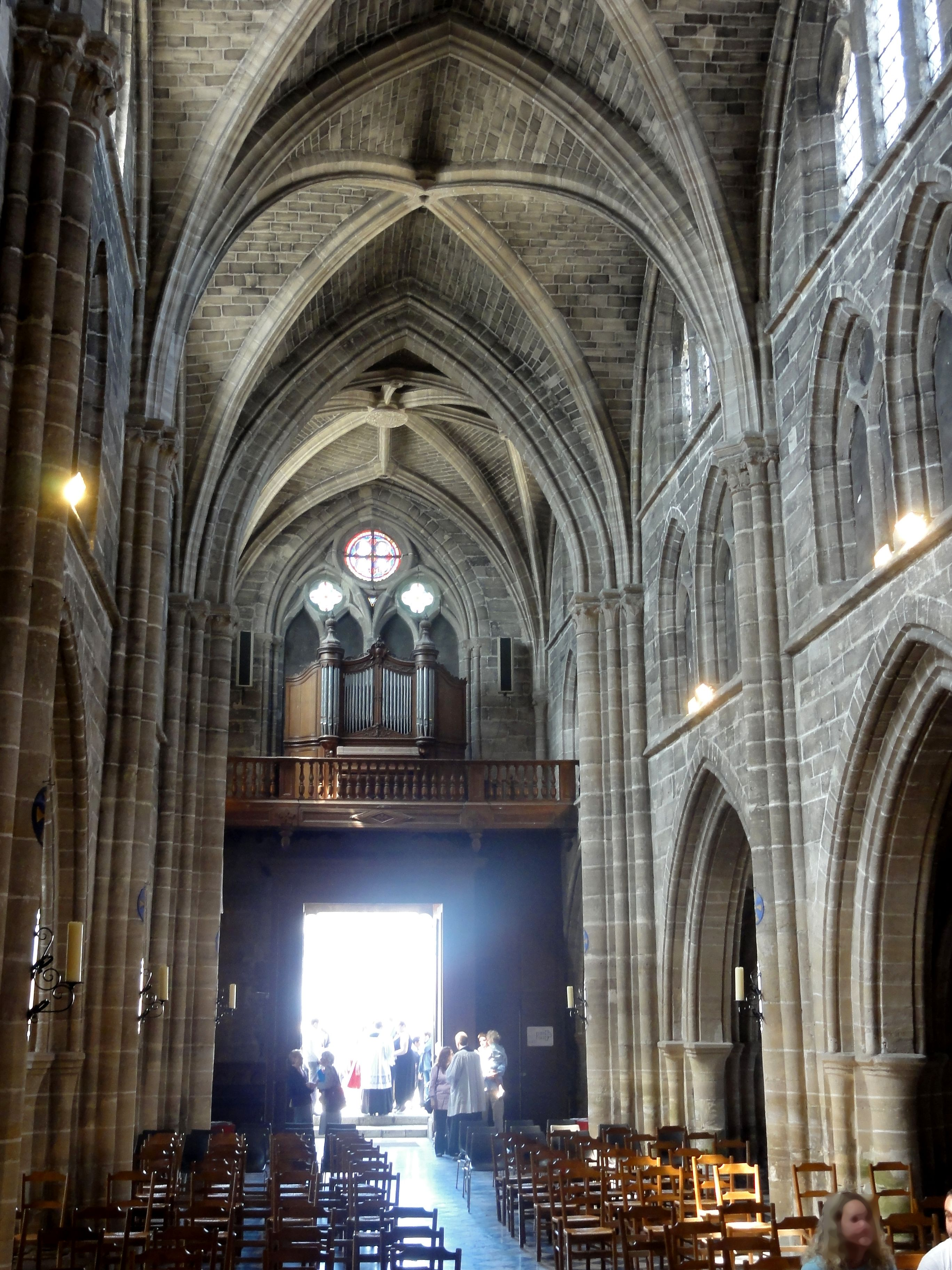
Nef, vue vers l'ouest.

Insoupçonné en raison de sa physionomie plutôt trapue, la nef possède à l'intérieur une élévation de trois étages, avec les grandes arcades, une galerie aujourd'hui bouchée donnant sur les combles des bas-côtés, et les fenêtres hautes. L'ensemble est voûté sur croisées d'ogives, mais aucune des voûtes n'est entièrement d'origine. En effet, le profil prismatique des ogives et du second ainsi que du troisième doubleau intermédiaire indique le style gothique flamboyant, mais reste employé sous la Renaissance tant que le voûtement d'ogives perdure. L'acuité des nervures diminue sous la Renaissance. La première voûte possède des liernes et tiercerons en plus des ogives, et une grande clé de voûte sous la forme d'un médaillon. Les clés de voûte secondaires ne sont pas décorées et comportent simplement un orifice en leur milieu, et il en va de même des clés des trois autres voûtes. Apparemment des clés de voûte pendantes étaient prévues ; elles n'ont jamais été montées ou bien se sont cassées. En dépit de ces éléments stylistiques qui indiquent le XVIe siècle, les formerets de la seconde à la quatrième travée présentent un profil torique tout à fait compatible avec la première moitié du XIIIe siècle, période de construction de la nef. Le premier doubleau, différent des autres et notamment plus large, appartient à la même époque. Son profil est d'un large méplat dégagé de deux tores aux angles par des gorges. Ce doubleau possède en outre un doubleau secondaire de chaque côté, dont le profil est la moitié de celui du doubleau principal. Ces trois arcades retombent sur une colonne et deux colonnettes engagées, et deux autres colonnettes reçoivent les formerets. Fait assez curieux, les ogives ne disposent donc pas de supports qui leur sont dédiées, et retombent entre les doubleaux secondaires et les formerets. Entre la seconde et la troisième, ainsi qu'entre la troisième et la quatrième travée, il n'y a pas de doubleaux secondaires, et les nervures se fondent dans un seul bloc avant de retomber sur les chapiteaux du second ordre. Ceux-ci sont situés au-dessus des piédroits des baies des galeries, et bien en dessous du seuil des fenêtres hautes. Le style assez lourd des chapiteaux de feuillages est mentionné par Maryse Bideault et Claudine Lautier. L'on trouve des faisceaux d'une colonne et de deux colonnettes engagées qui retombent des chapiteaux du second ordre. En hauteur, existent en plus des colonnettes dédiées aux formerets, qui sont disposées derrière celles des ogives.
La verticalité est soulignée par un boudin au niveau du seuil des fenêtres hautes, et par un bandeau mouluré au seuil des fenêtres des galeries. Les galeries, dont les baies en arc brisé s'apparentent à celles d'un triforium, sont différentes au nord et au sud de la nef, mais comportent indifféremment deux baies par travée de chaque côté. Au sud, les baies sans meneaux se terminent simplement par une tête tréflée, et ne représentent qu'environ un tiers de la largeur de la travée. Au nord, les baies sont subdivisées en deux lancettes à tête tréflée, et surmontées d'un cercle dans lequel s'inscrit un trèfle ; les écoinçons étant ajourés. Ici les baies occupent environ les deux tiers de chaque travée. Ni au nord, ni au sud, l'on ne trouve de colonnettes à chapiteaux, et archivoltes et meneaux sont simplement chanfreinés. La parenté entre le motif du remplage des fenêtres hautes et celui des baies de la galerie est à souligner.
Les premières piles des grandes arcades sont cantonnées de quatre colonnes et de douze colonnettes engagées, ce qui est un nombre inhabituellement élevé pour le second quart du XIIIe siècle, quand le développement du style rayonnant apporte un amincissement des supports. Au niveau de la première pile intermédiaire, les ressauts du noyau sont par ailleurs bien visibles entre les colonnettes. Au niveau des deux autres piles, les colonnettes correspondant aux formerets deviennent de plus en plus plates en s'approchant du sol jusqu'à se réduire à de simples ondulations à peine perceptibles. En plus, la colonne et les colonnettes supportant les hautes-voûtes sont appareillées ensemble, et l'on obtient ici une intéressante préfiguration des piles ondulées de la période flamboyante. Ensuite, les deux piles occidentales de la croisée du transept qui sont plus anciennes, donnent le modèle pour les premières piles intermédiaires déjà décrites. Le profil des grandes est celui du premier doubleau intermédiaire ; elles sont donc à double rouleau. Mais celles de la quatrième travée, y compris celles vers les croisillons, ne sont pas moulurées et simplement chanfreinées. — Comme déjà évoqué, les bases ne sont pas d'origine, et les grandes arcades ne revêtaient initialement pas d'un aspect aussi trapu. Disposition assez originale mais discutable sur le plan esthétique, les chapiteaux sont seulement esquissés par un évasement à la hauteur des colonnes et colonnettes du premier ordre, et les corbeilles rudimentaires ne sont même pas délimitées par des astragales.
Les bas-côtés ont conservé leurs voûtes d'origine, dont le profil des ogives est de deux tores séparés par une arête. Il existe des formerets monotoriques, comme dans la nef, et les clés de voûte sont dotées de petits médaillons. Le long des murs, l'on trouve des faisceaux d'une colonne et de deux colonnettes engagées, et les formerets se partagent les supports avec les ogives. Logiquement il n'y a qu'une seule colonnette dans les angles, et à titre d'exception, des culots du côté des arcades vers les croisillons. Le premier doubleau n'a été muni de doubleaux secondaires que dans le bas-côté sud ; au nord, les colonnettes qui y correspondent restent sans emploi. L'on peut s'interroger si la première travée n'a pas été construite avant les autres.

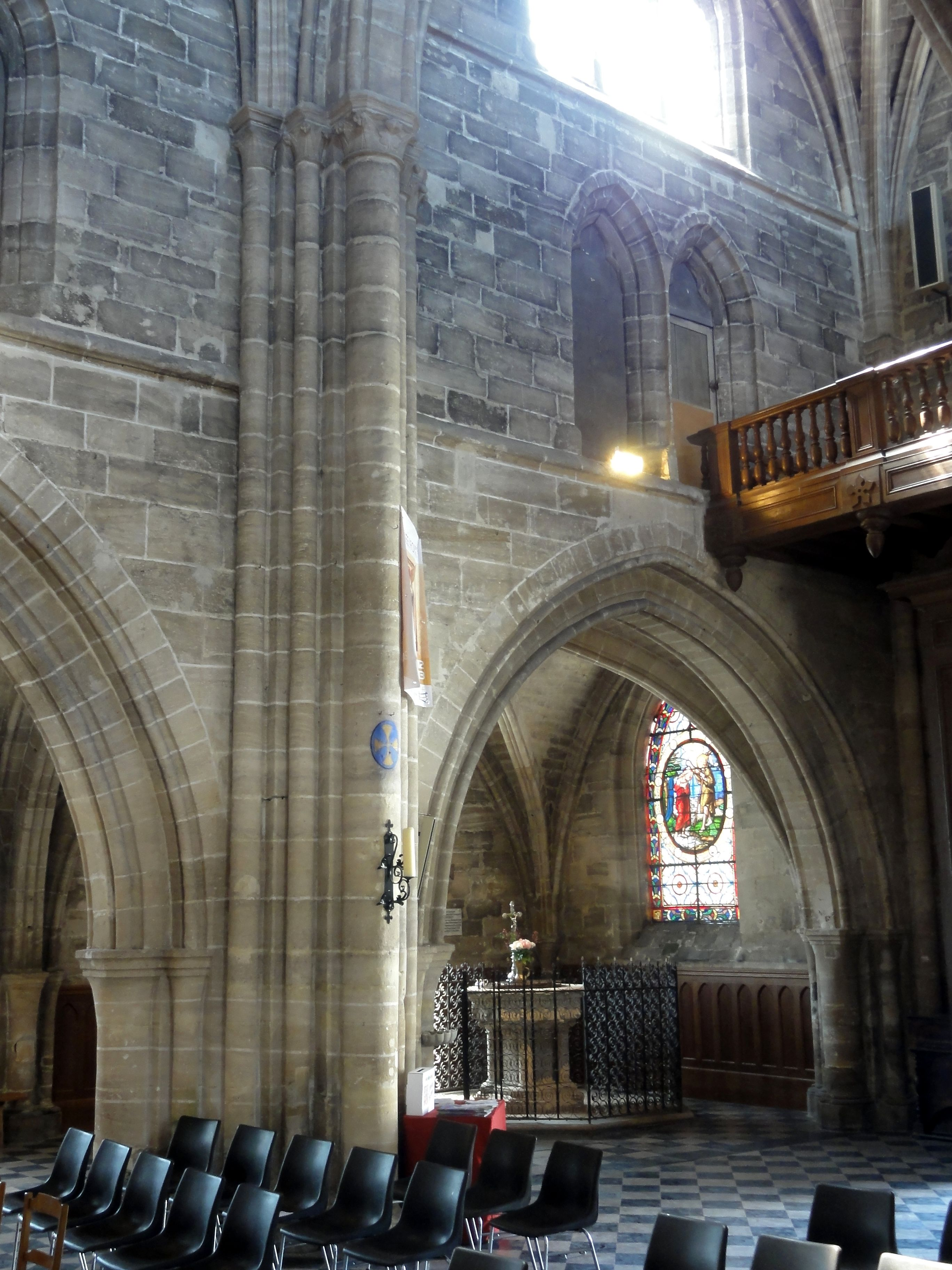
1re travée, côté sud.
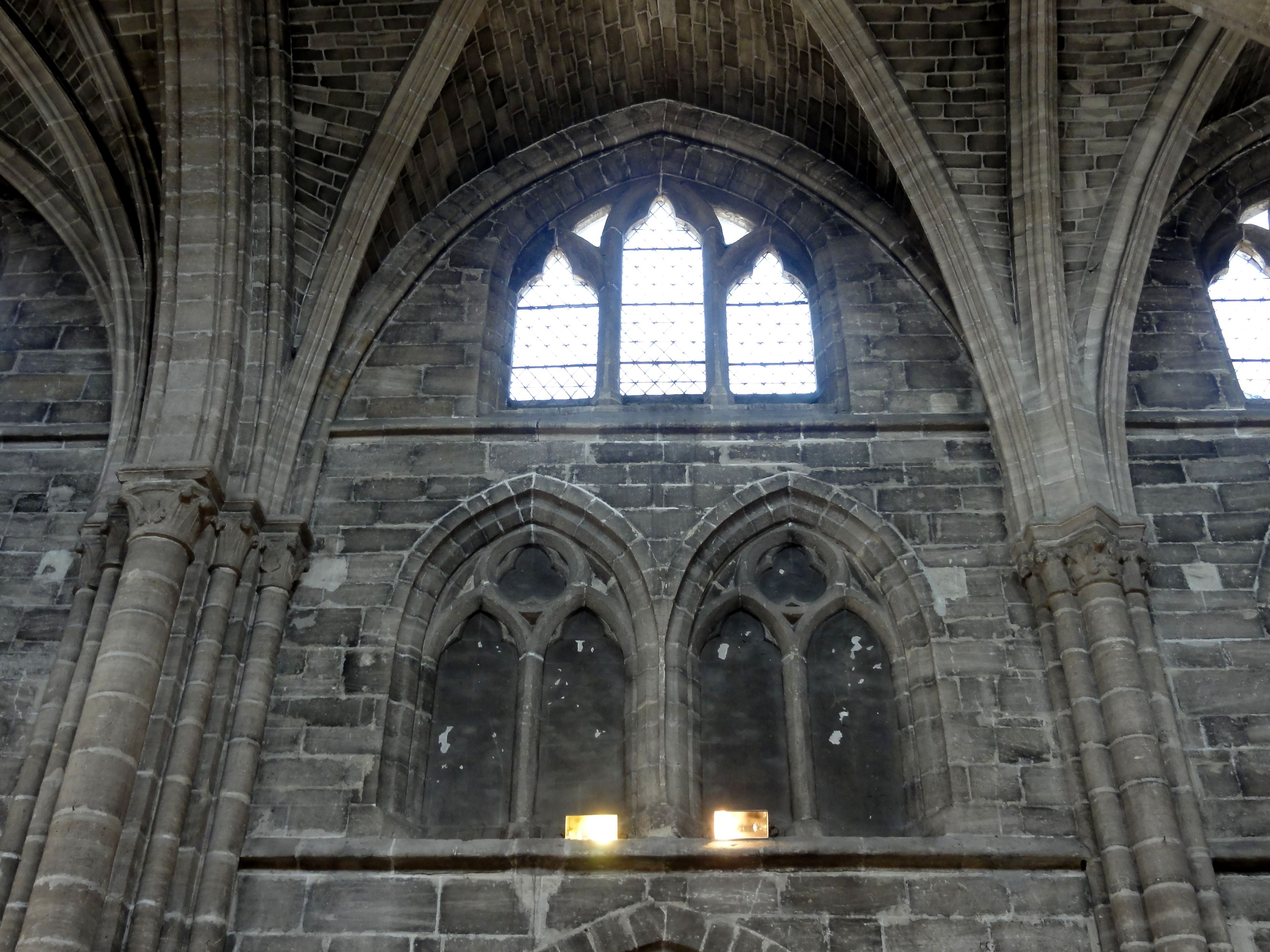
Triforium côté nord.
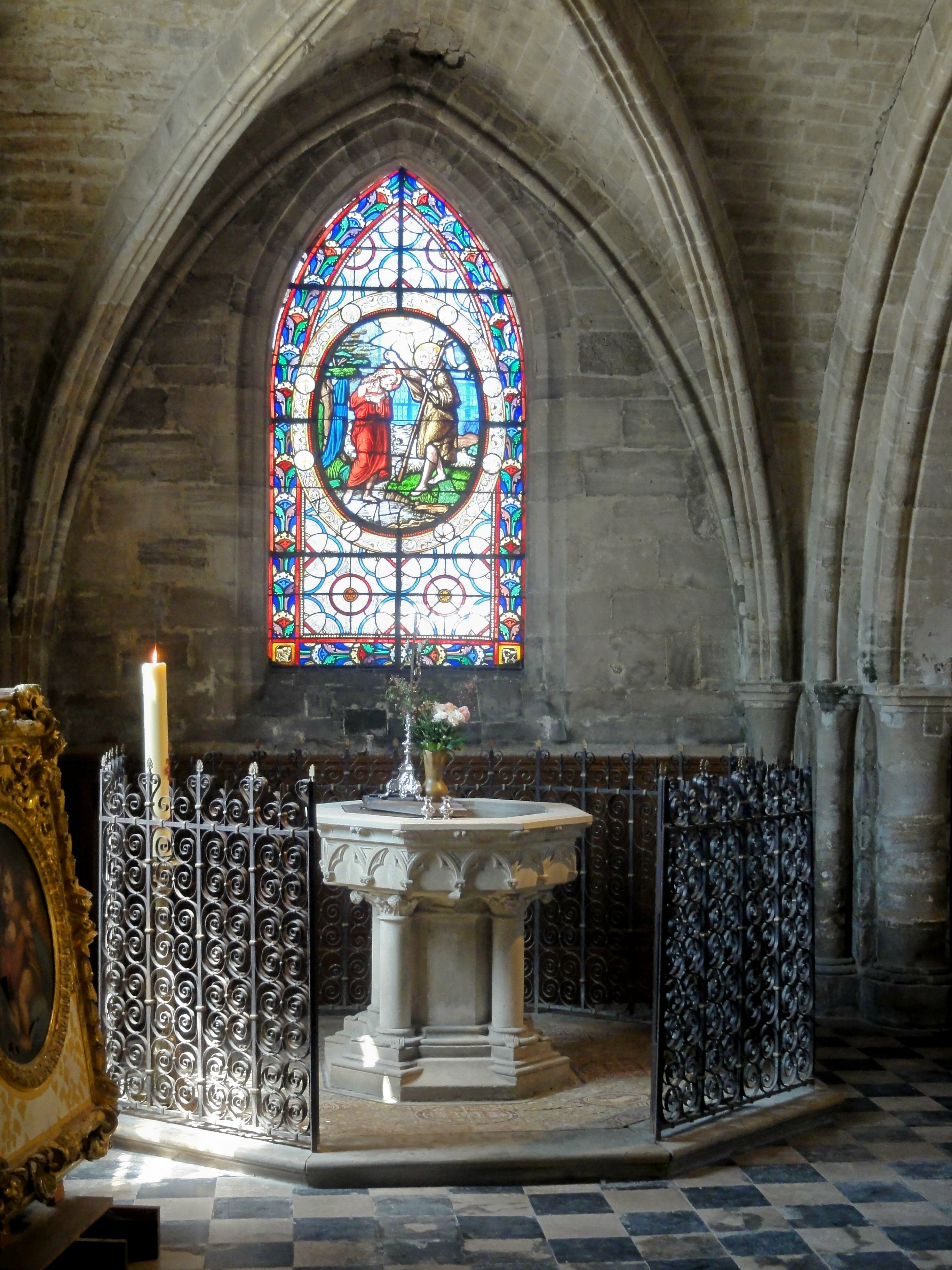
Bas-côté sud, chapelle baptismale.
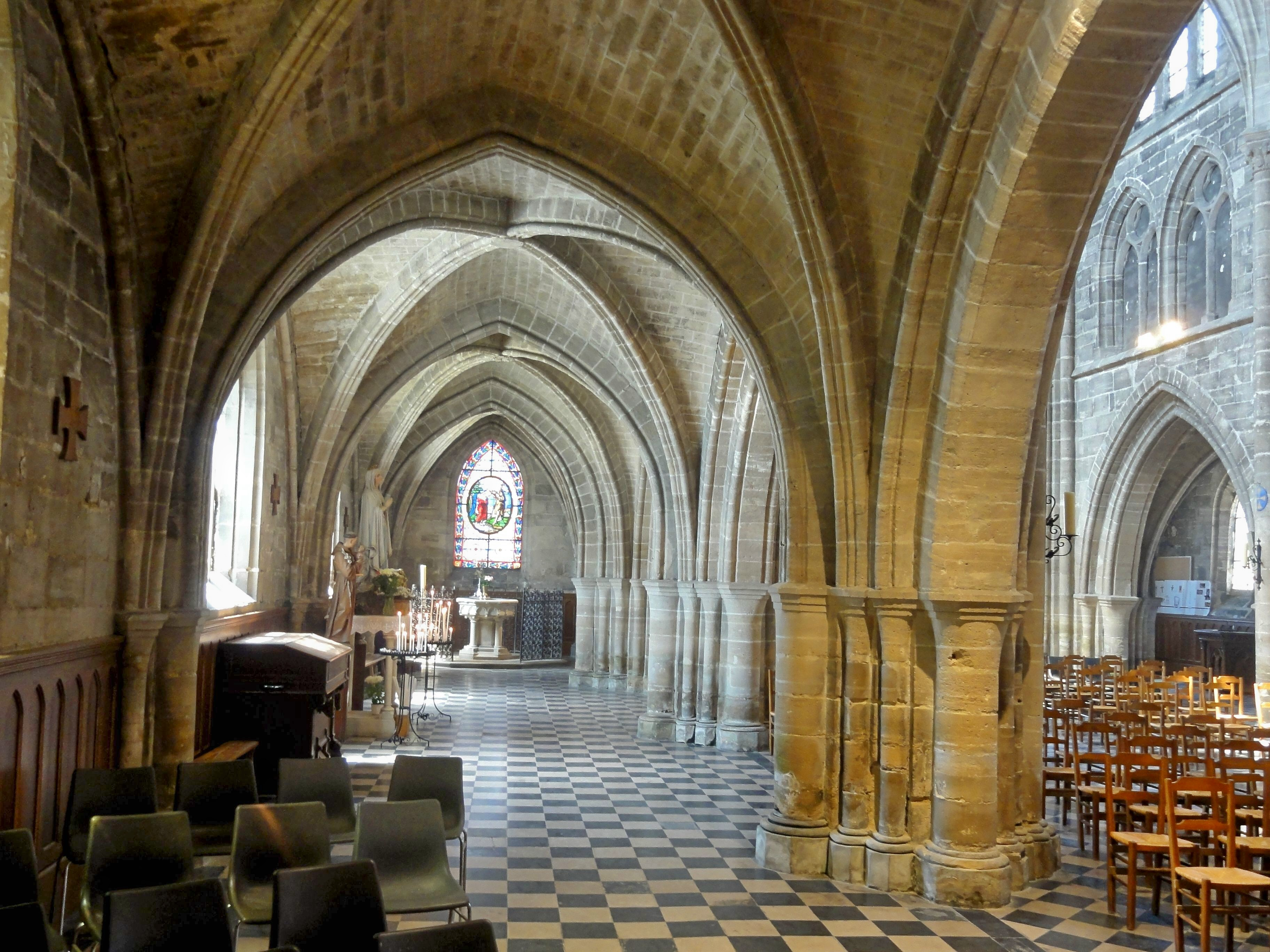
Bas-côté sud, vue vers l'ouest.
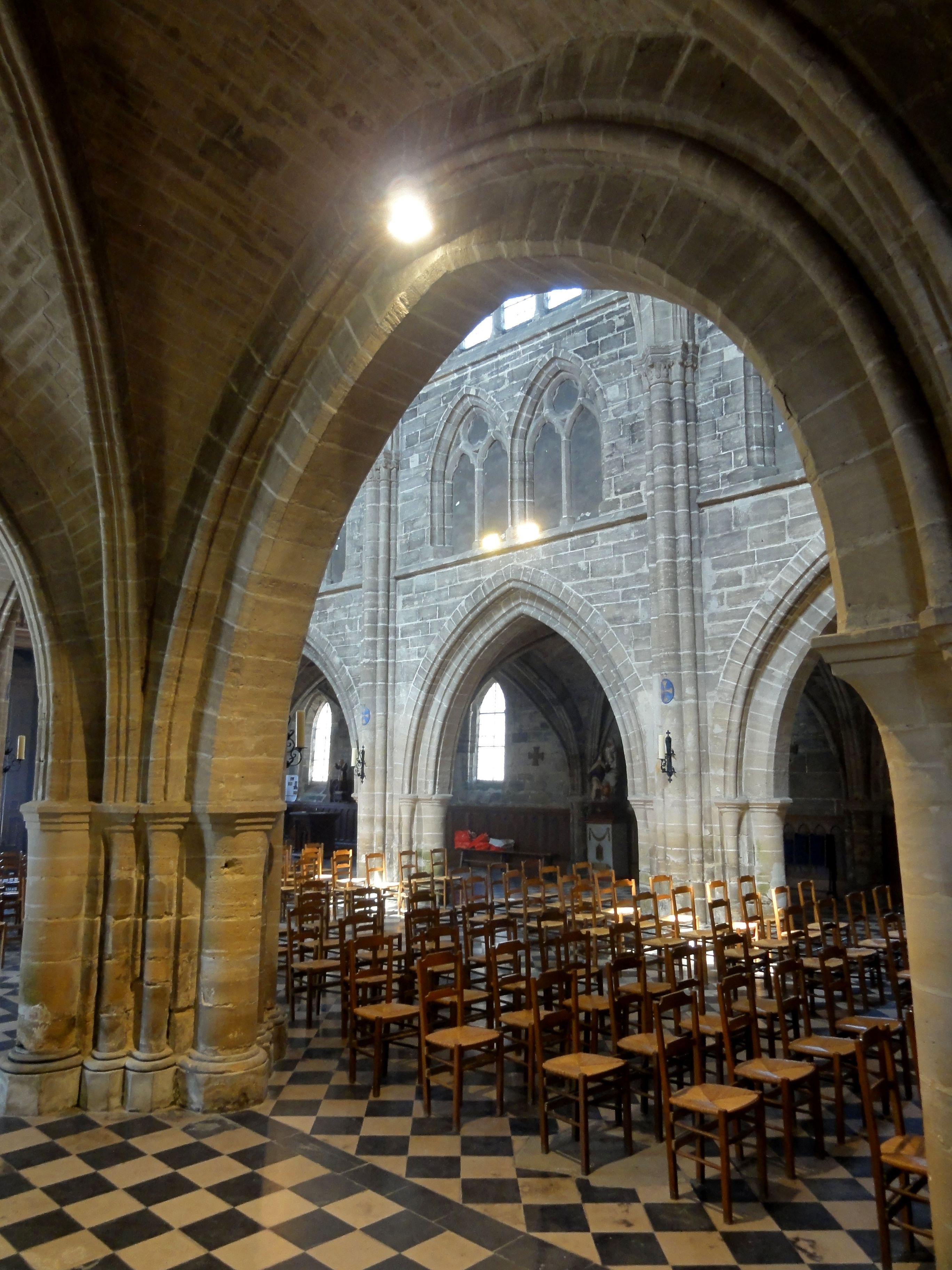
Vue par la 3e grande arcade au sud.
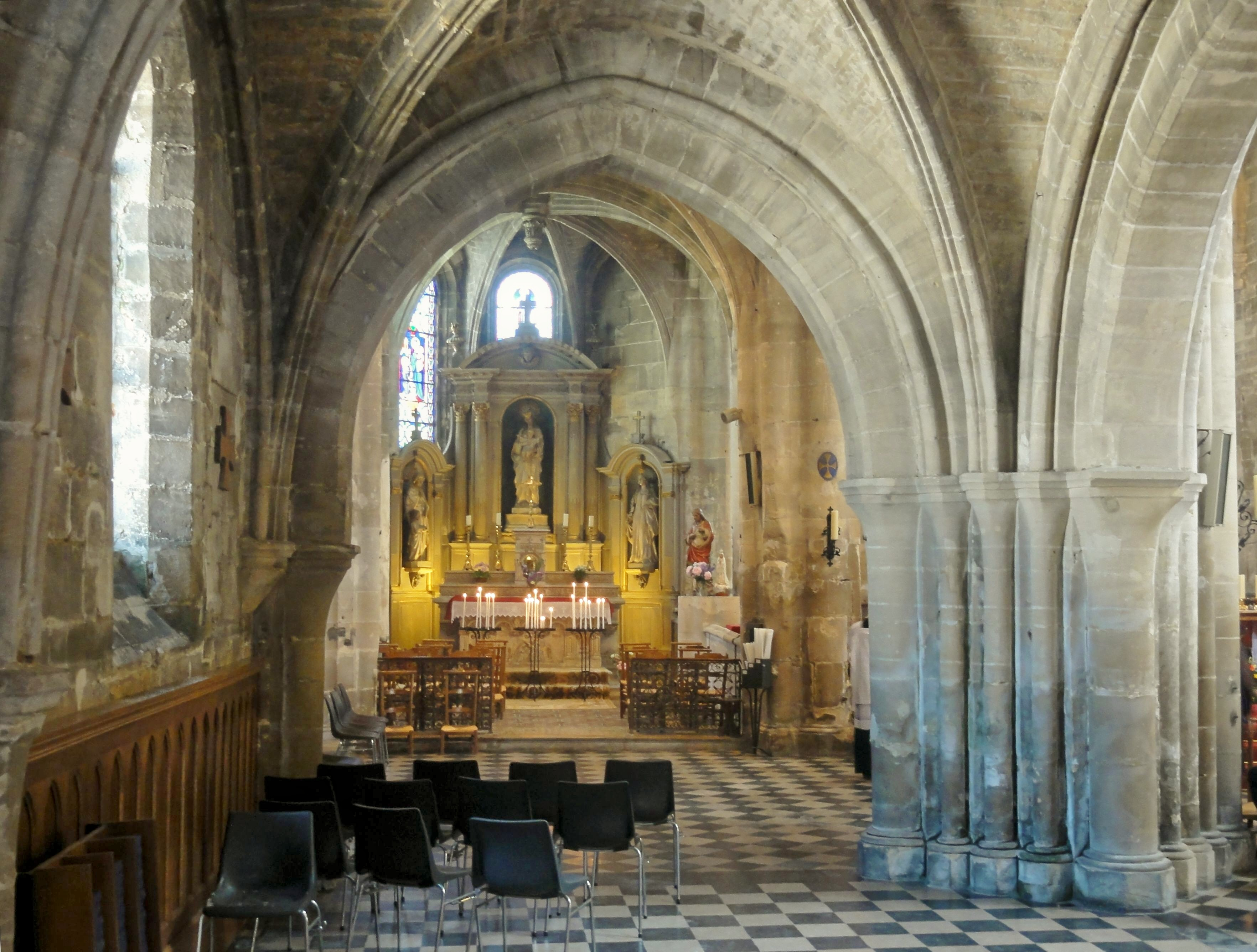
Bas-côté nord, vue dans la chap. de la Vierge/

#### Transept et chapelles

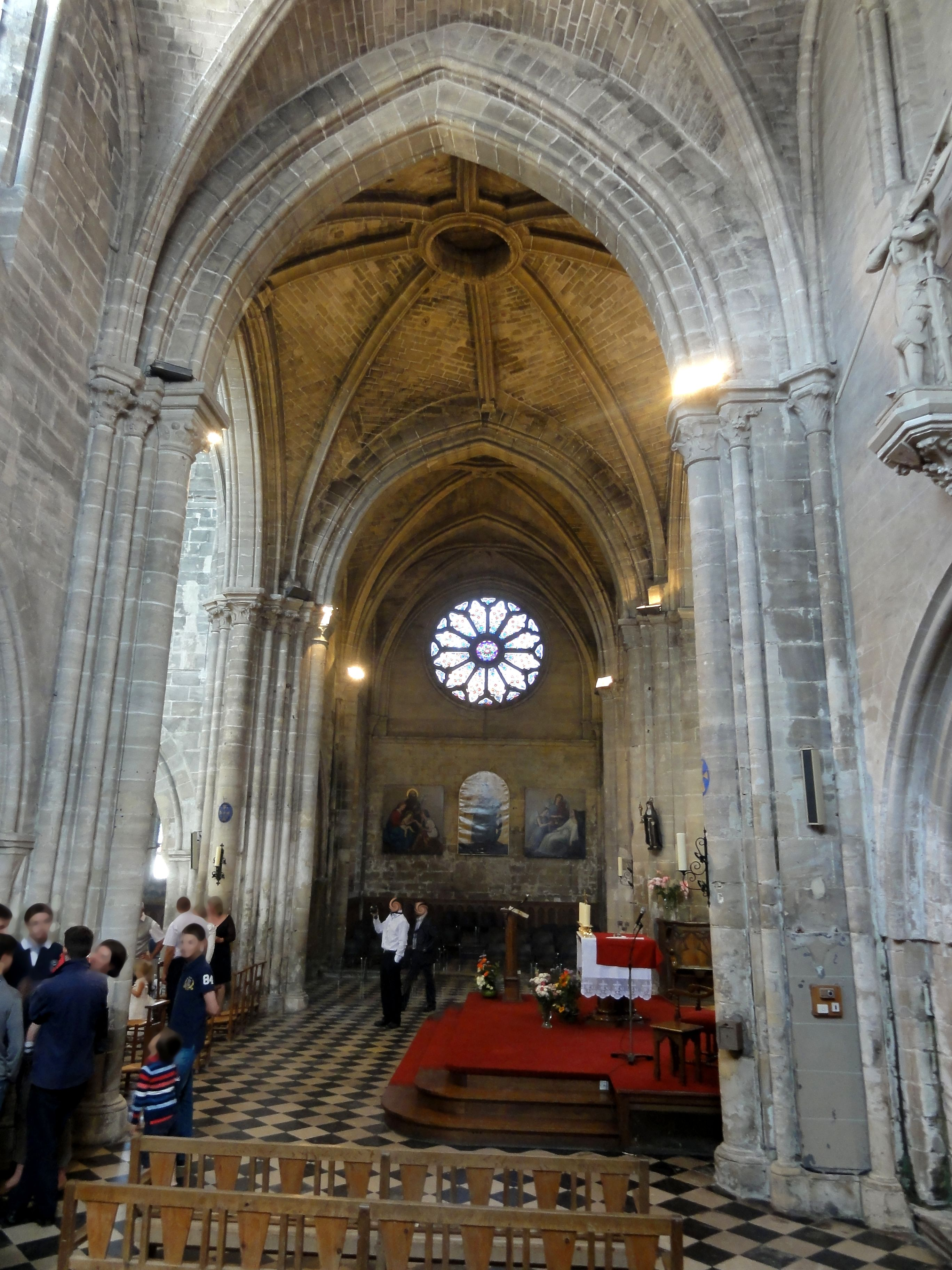
Transept, vue sud-nord.

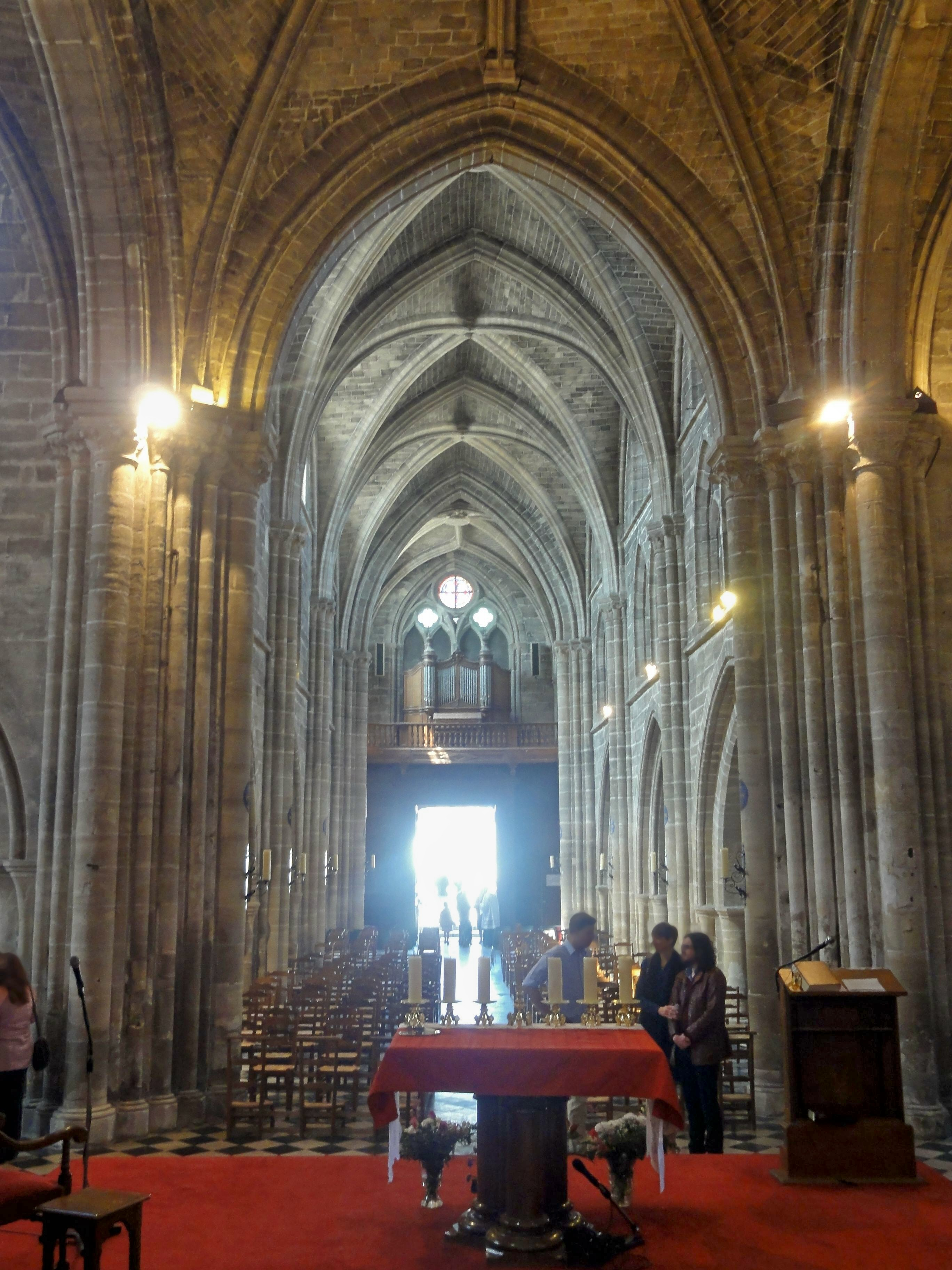
Croisée, vue vers l'ouest.

Le transept est dépourvu de galeries ou de triforium, car les fenêtres hautes sont un peu plus élancées sans pour autant atteindre les formerets des voûtes. À la suite de l'effondrement du clocher vers 1600, la voûte a été refaite avec huit voûtains et un trou de cloches au milieu.
Les deux piles occidentales ainsi que la pile sud-est sont restées indemnes, mais la pile sud-est a apparemment perdu la colonnette réservée à l'ogive de la croisée, et celle-ci a été ramenée vers la colonnette destinée au doubleau secondaire de l'arcade vers le chœur. Un ressaut au-dessus de l'arcade vers le croisillon sud a ainsi été provoqué. Cette arcade, ainsi que celles vers la nef et vers le croisillon nord, sont toujours ceux d'origine et s'apparentent au premier doubleau de la nef. Seule l'arcade vers le chœur a donc été refaite, en employant un profil très aplati, et la pile nord-est également refaite supporte donc une arcade ancienne et une arcade refaite. C'est une pile ondulée sans ressauts et sans listels, caractéristique de la fin de la période flamboyante. Un angle vif au sud-est et la demi-colonne supportant l'arc triomphal proviennent apparemment de la disposition primitive. Curieusement, la demi-colonne mentionnée a été équipée d'un chapiteau Renaissance, qui est en fait une section d'entablement.
Le croisillon sud n'a pratiquement plus évolué depuis sa construction autour de 1200. Il se compose de deux travées successives, dont la première travée comporte au rez-de-chaussée l'arcade vers le bas-côté sud à l'ouest, et l'arcade vers la petite chapelle Saint-Joseph à l'ouest. C'est un genre d'absidiole rectangulaire et voûtée d'ogives. Dans son mur méridional, une porte a été percée pour établir une intercommunication avec l'ancienne absidiole de la seconde travée, transformée en sacristie. Les deux travées sont séparées par un doubleau qui repose sur deux colonnes engagées, flanquées de deux colonnettes supportant les ogives. Le profil du doubleau est toujours le même qu'ailleurs, à savoir un méplat entre deux tores dégagés par des gorges. Quant aux ogives, elles adoptent un profil similaire à celui observé dans les bas-côtés, avec toujours une arête entre deux tores. Les formerets disparaissent derrière les ogives avant d'atteindre les chapiteaux de crochets. Les clés de voûte sont de grands médaillons sculptés en bas-relief, de la même facture que dans les bas-côtés. Dans les angles sud-est et sud-ouest, des colonnettes d'une minceur étonnante reçoivent à la fois les ogives et les formerets. Les baies gémelées du mur méridional et du mur occidental de la seconde travée, ainsi que la petite baie unique du mur occidental de la première travée, sont encadrées de fines colonnettes supportant une archivolte torique. Les baies uniques côté est sont toutes les deux bouchées.
Le croisillon nord devait être en grande partie identique à son homologue au sud, mais il n'a possédé que des baies uniques dans ses murs latéraux, qui sont dépourvues de l'archivolte torique et des colonnettes à chapiteaux. La fenêtre haute du mur d'extrémité est ici une rosace, comme déjà mentionné. Toute la partie basse du mur d'extrémité a été doublée par un second mur entre les deux colonnettes, qui se termine par un glacis. Contrairement au croisillon sud, l'on trouve au moins une seule baie au rez-de-chaussée, en l’occurrence dans le mur occidental de la seconde travée. Son remplage de deux arcatures en plein cintre surmontées d'un oculus indique la Renaissance. La partie inférieure de l'élévation orientale a été complètement reprise en sous-œuvre. Les fenêtres hautes bouchées immédiatement au-dessus des grandes arcades ouvrant dans deux chapelles du XVIe siècle subsistent donc, ce qui prouve que la construction de ces chapelles n'était pas motivée par la reconstruction à la suite de l'effondrement du clocher. La pile au milieu des deux nouvelles arcades en cintre surbaissé est ondulée, à l'instar de la pile nord-est de la croisée. Une fois de plus, des chapiteaux Renaissance (côté ouest) contrastent avec le style flamboyant de cette pile. La chapelle de la seconde travée est rectangulaire, et contient dans son mur oriental une fenêtre Renaissance identique à celle en face. Cette chapelle n'abrite qu'un confessionnal : point d'autel ou de statues. Au sud, elle n'a pas de mur mais communique avec la chapelle de la Vierge, à l'est de la première travée du croisillon. D'un style assez simple, l'architecture de cette chapelle de deux travées droites et d'une abside à trois pans est pourtant séduisante, car les deux travées droites sont reliées au chœur par des grandes arcades en cintre surbaissé. La chapelle possède donc très peu de murs, et d'intéressantes perspectives s'ouvrent. Une fois de plus les supports sont de style flamboyant, mais les trois fenêtres en plein cintre sont placées sous l'influence de la Renaissance, tout comme la clé de voûte pendante de l'abside.

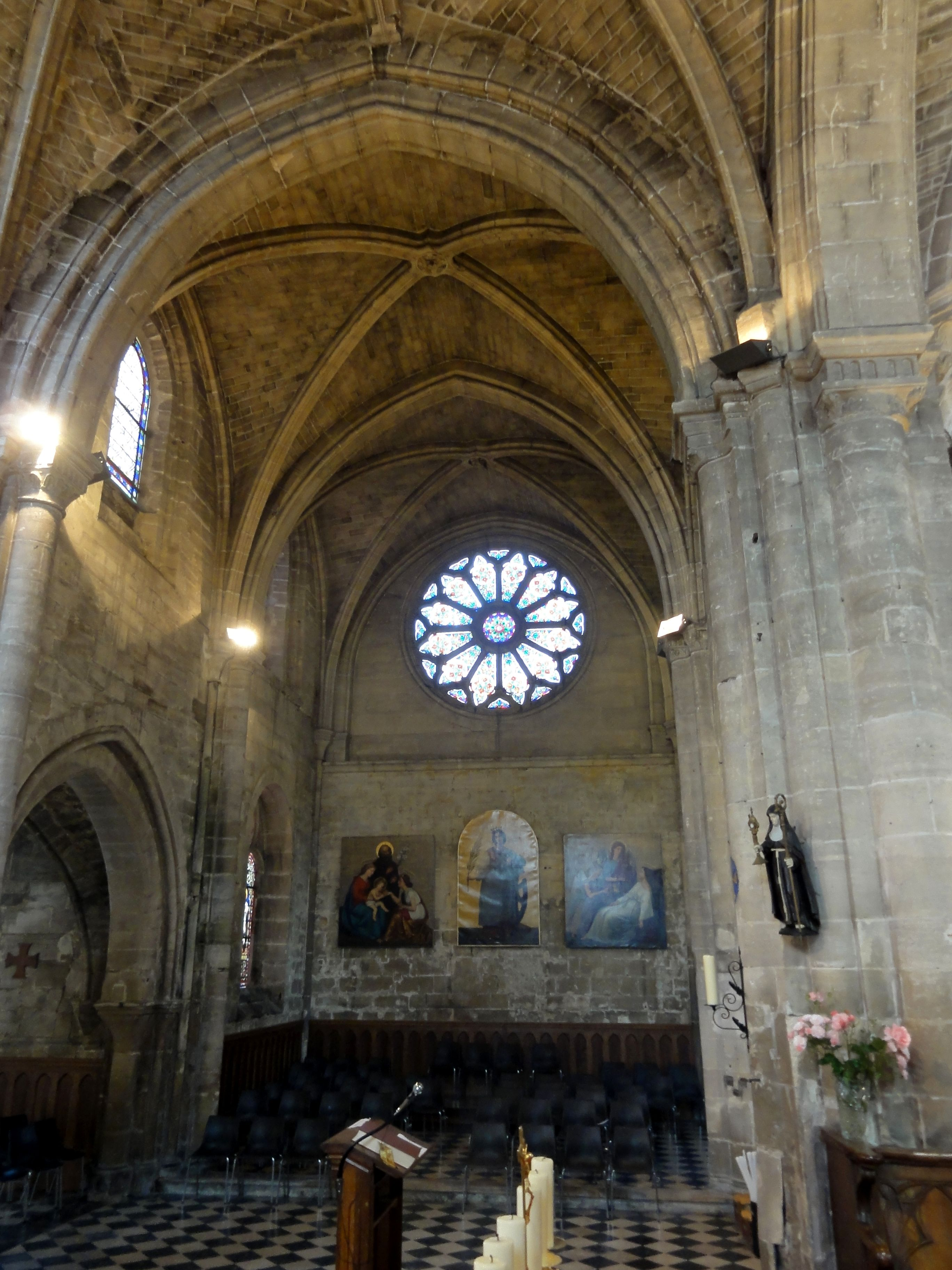
Croisillon nord.
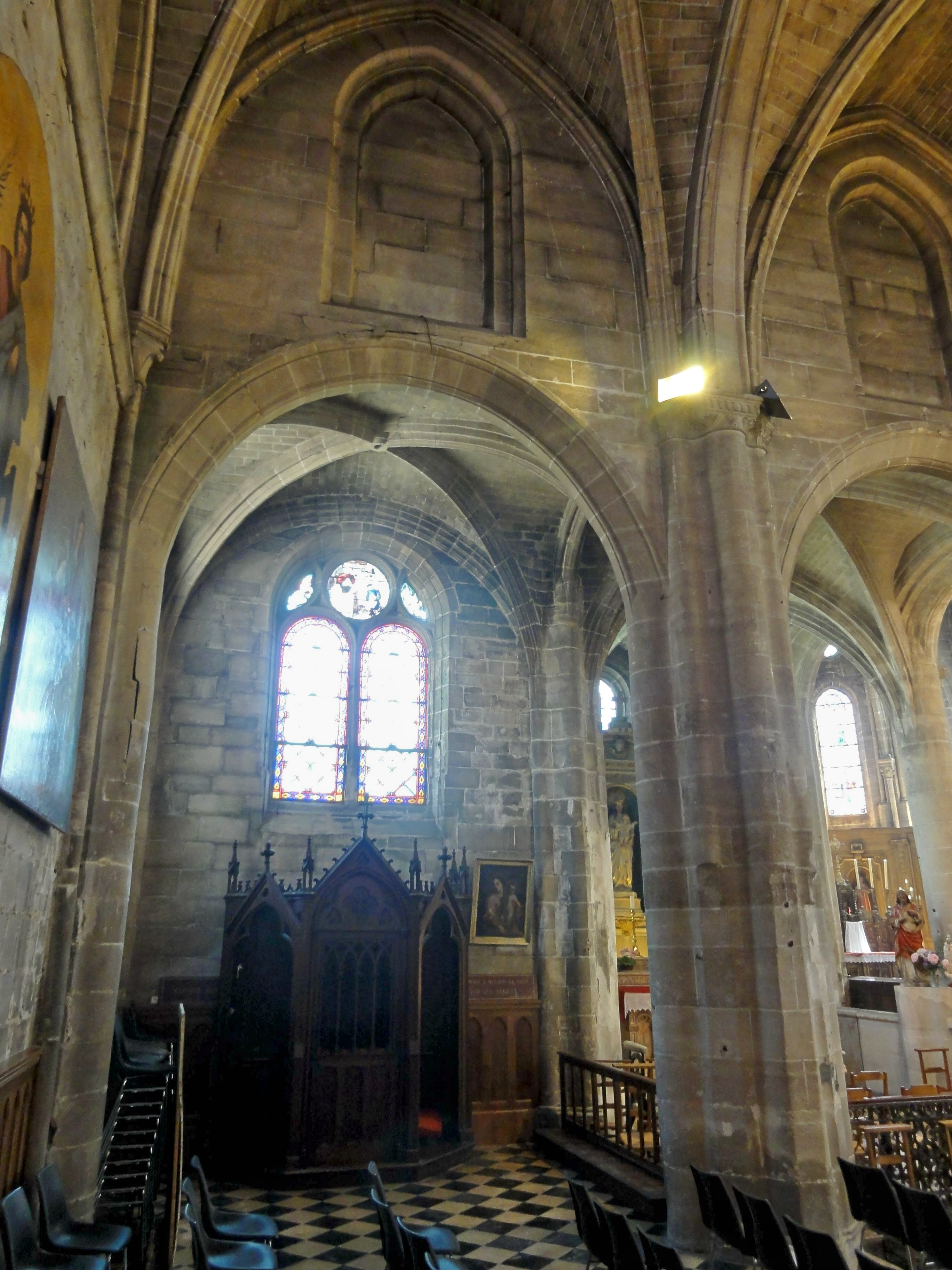
Croisillon nord, côté est.
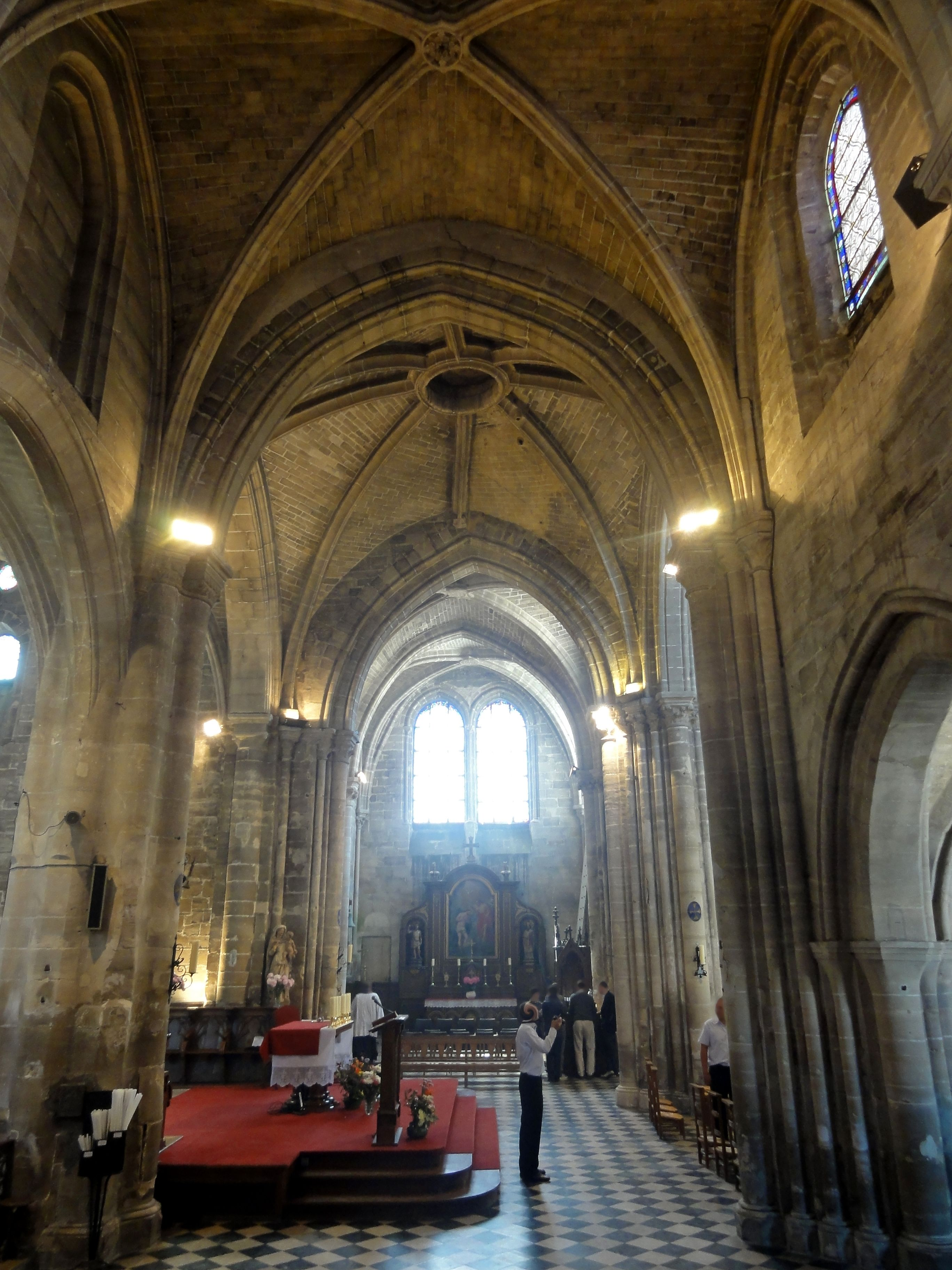
Transept, vue nord-sud.
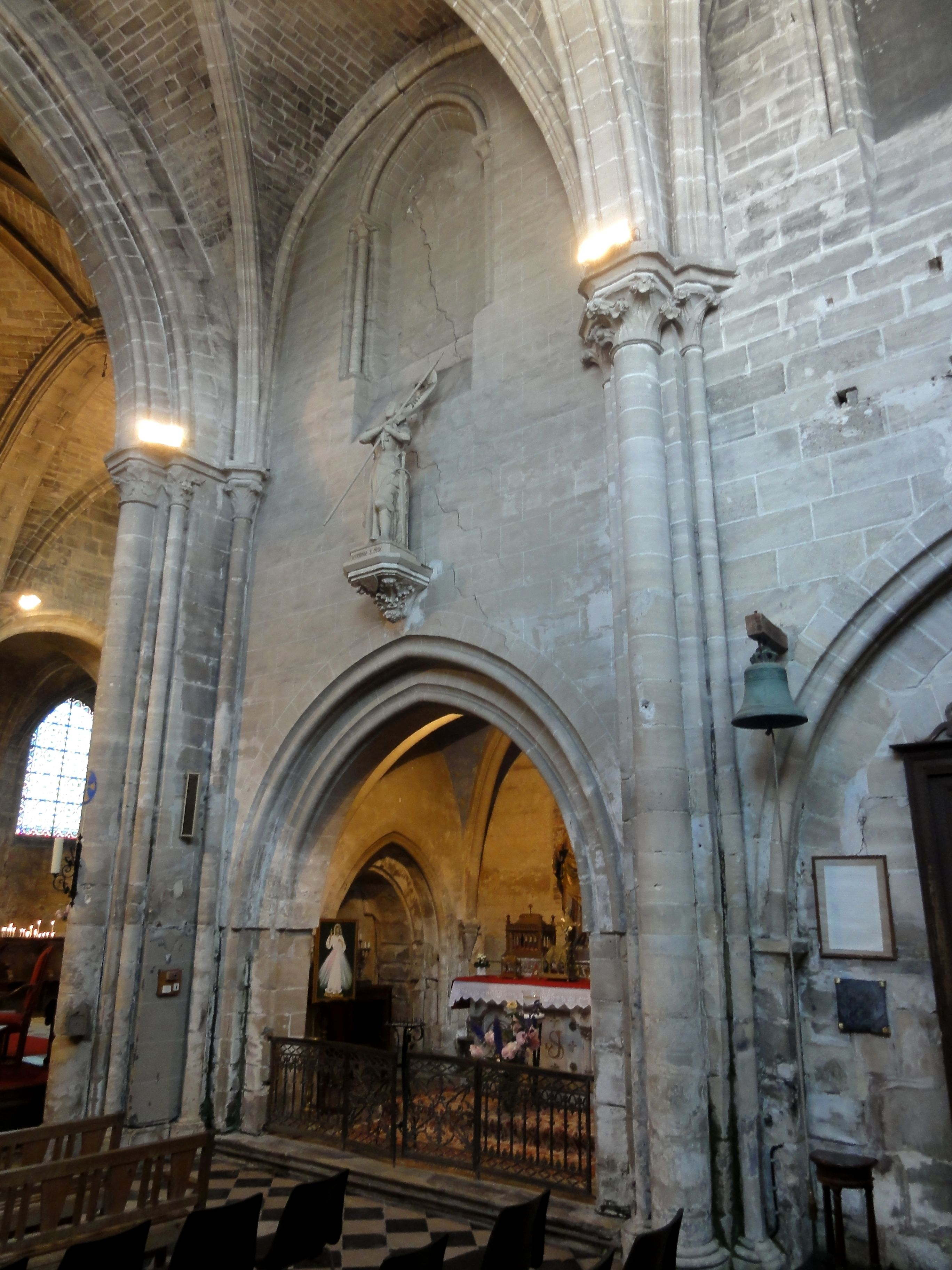
Croisillon sud, côté est.
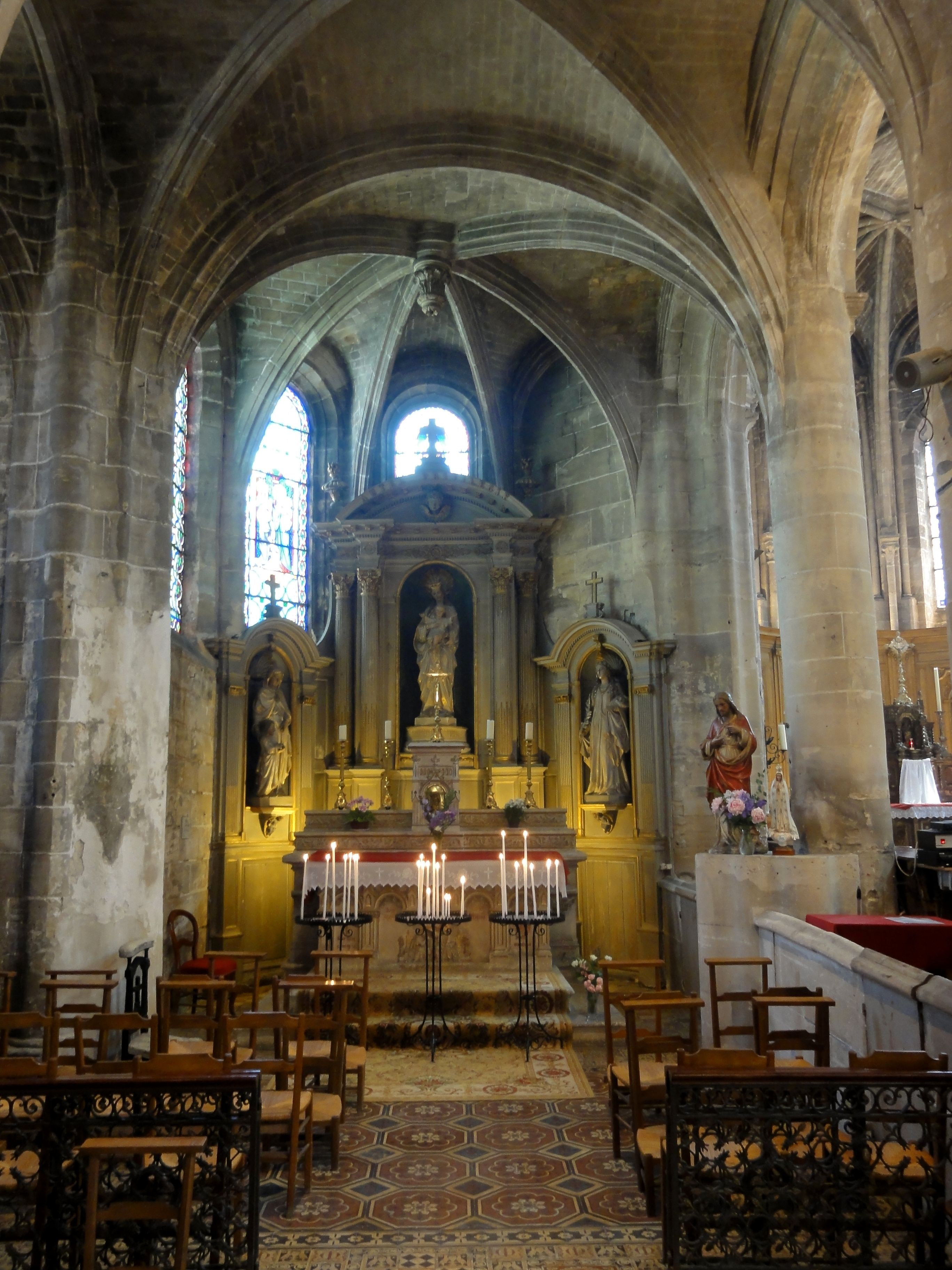
Chapelle de la Vierge.
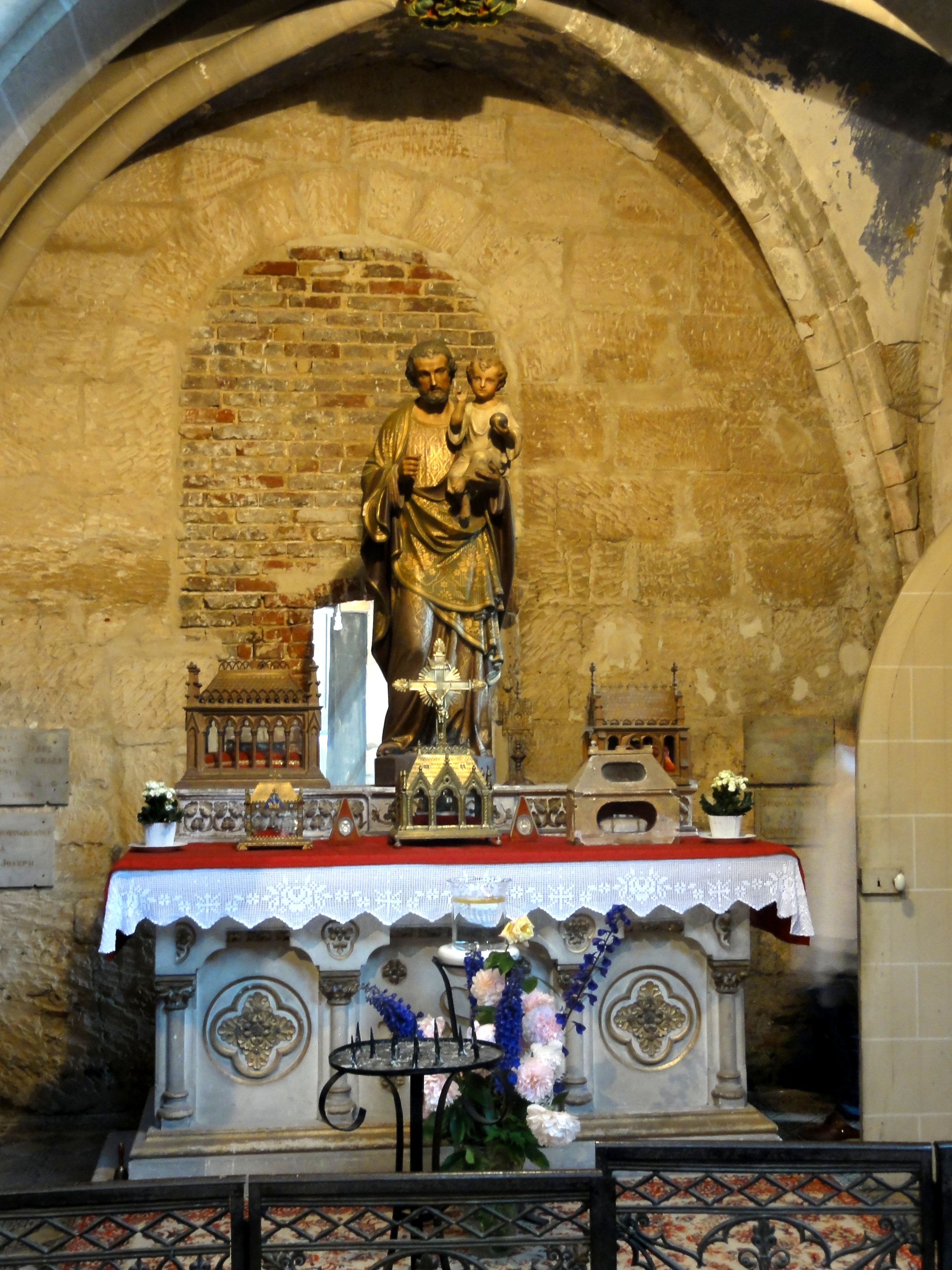
Chapelle Saint-Joseph.

#### Chœur

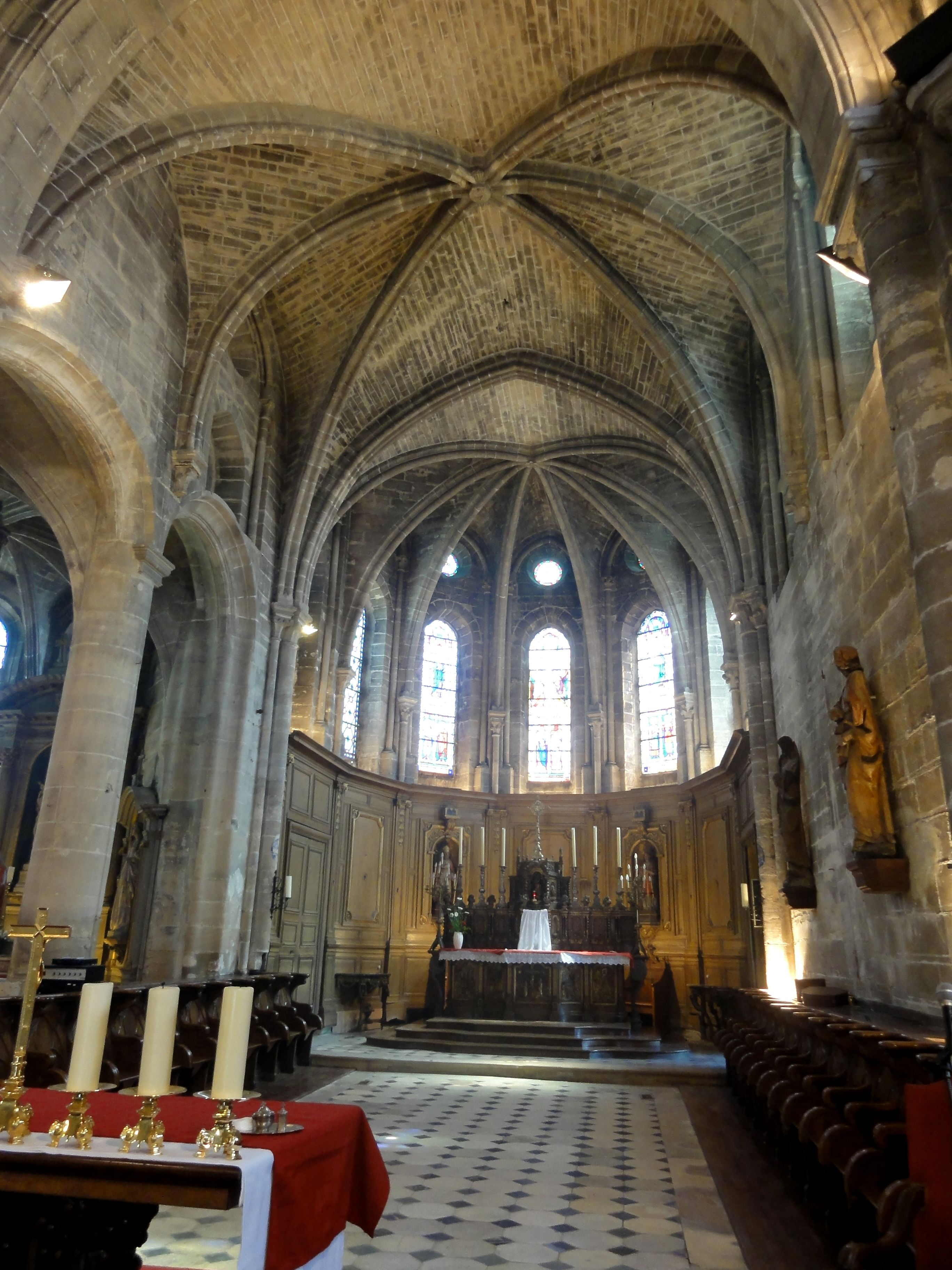
Vue dans le chœur.

Depuis le transfert du maître-autel dans la croisée à la suite de la réforme liturgique issue du concile Vatican II, le chœur proprement dit n'est habituellement plus utilisé. Sa première travée carrée est des mêmes dimensions que la croisée du transept. Elle est bordée par deux longs rangs de stalles, au nord et au sud. Sa seconde travée, qui comporte une partie droite et l'abside polygonale, est habillée de boiseries peintes, et abrite notamment l'ancien maître-autel richement décoré. Au sud de cette travée, une porte à double vantail intégrée dans les boiseries donne accès à une seconde sacristie. Le chœur est donc dépourvu de collatéraux, mais la travée droite communique au nord avec la chapelle de la Vierge, moyennant deux grandes arcades en cintre surbaissé, retombant au centre sur une colonne cylindrique libre. La travée droite est ainsi subdivisée en deux demi-travées, comme le veut sa voûte sexpartite. Son doubleau intermédiaire retombe sur des culs-de-lampe de la forme d'un chapiteau de feuillages. Le voûtement sexpartite crée latéralement des formerets hauts et aigus, ce qui permet de pousser plus haut les fenêtres. Ainsi, le seuil des deux fenêtres hautes du sud se situe effectivement au niveau des chapiteaux de la voûte. À l'instar des fenêtres du croisillon sud, ces fenêtres s'ouvrent sous une archivolte torique et entre deux colonnettes à chapiteaux. Cette décoration ne fait pas de distinction entre la baie unique au début du chœur, et les lancettes simples surmontées d'un oculus qui règnent à partir de la seconde fenêtre. Au-dessus des arcades vers la chapelle de la Vierge au nord, aucune trace d'ouverture n'est visible au-dessus de la première arcade, et au-dessus de la seconde arcade, le couple lancette simple / oculus est bouché. Comme il ressort de cette description, la travée droite a donc des élévations différentes au nord et au sud.
La première et la seconde travée sont séparées par un doubleau qui rappelle ceux des croisillons. La seconde travée comporte une partie droite avec initialement une lancette simple surmontée d'un oculus tant au nord qu'au sud, mais au nord, l'adjonction de la chapelle de la Vierge a entrainé le bouchage des fenêtres. Le chevet comporte deux murs biais de part et d'autre de la baie d'axe, et l'on obtient ainsi une abside à sept pans. Huit nervures rayonnent donc autour de la clé de voûte, qui n'est qu'une toute discrète rosace. Du fait de l'étroitesse des pans, le maître d'œuvre a choisi un profil monotorique pour les ogives. Ainsi il a pu faire retomber les ogives sur de fines colonnettes, qui ont le même diamètre que les ogives. Les chapiteaux se situent à un niveau assez bas par rapport aux fenêtres, soit à un peu plus d'un tiers de la hauteur des lancettes. Cette disposition n'est pas seulement fonctionnelle, mais apporte aussi une décoration supplémentaire aux fenêtres. Les colonnettes et ogives jouxtent immédiatement les colonnettes à chapiteaux encadrant les fenêtres, qui sont du même diamètre et retombent sur des stylobates, un peu au-dessus du niveau du seuil des fenêtres. Cette disposition paraît plus intéressante que de simples faisceaux de trois colonnettes. Pour revenir aux colonnettes cantonnant les fenêtres, elles supportent des chapiteaux un peu en dessous des oculi, et supportent des archivoltes toriques qui s'inscrivent exactement dans la lunette des voûtes. Selon Maryse Bideault et Claudine Lautier, il ne s'agirait pas de formerets, qui manqueraient en raison du manque de place. Cette abside montre un agencement très original. Avec des moyens somme tout assez simples, un effet très élégant a été obtenu. Ici, le lambris de style baroque s'adapte parfaitement au chœur en ne cachant rien des éléments qui le caractérisent. En lieu et place d'un haut retable, l'on a opté pour deux niches à statues et un dessus-d'autel avec tabernacle d'autant plus développé.

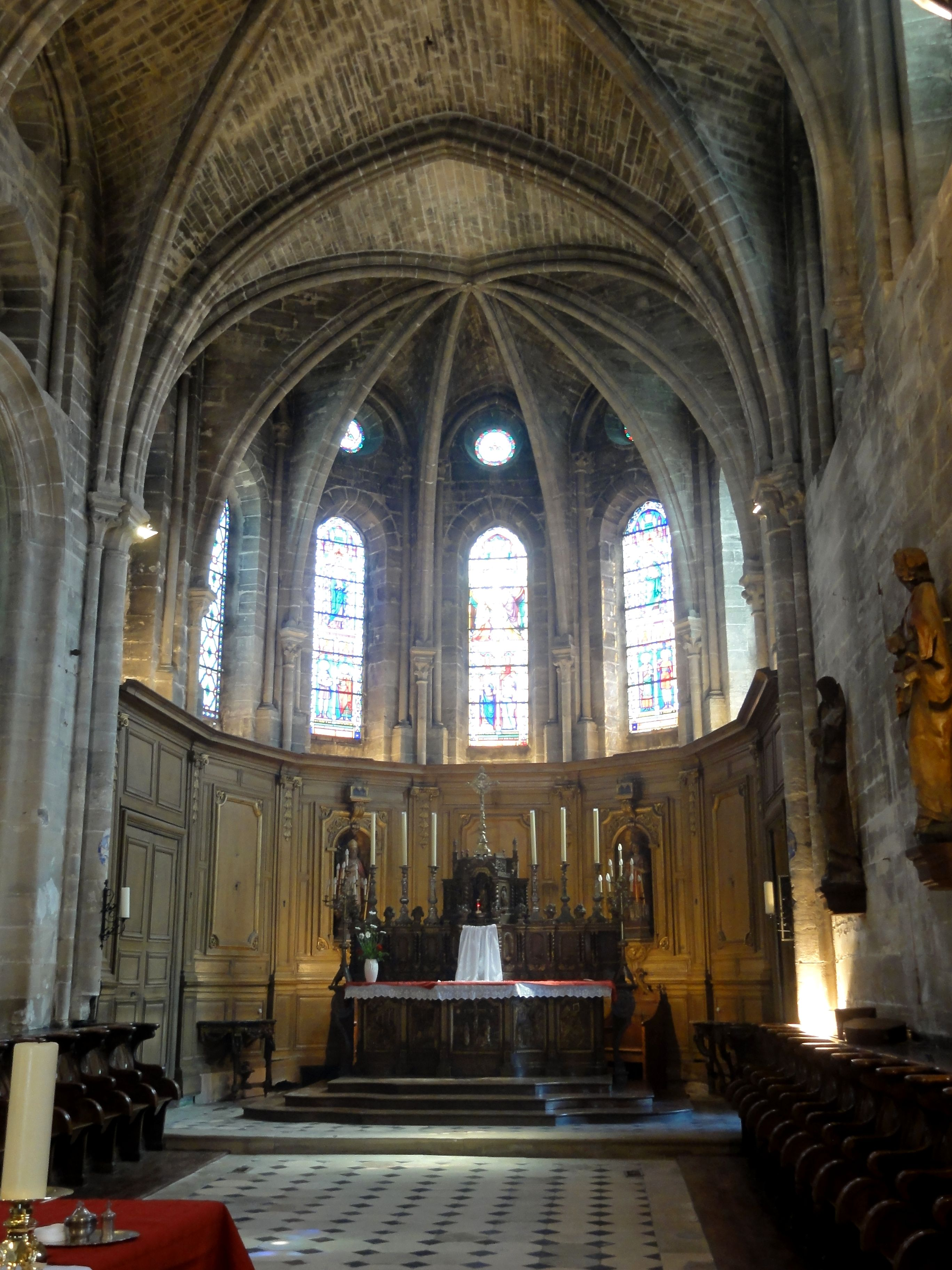
Vue dans le chœur.
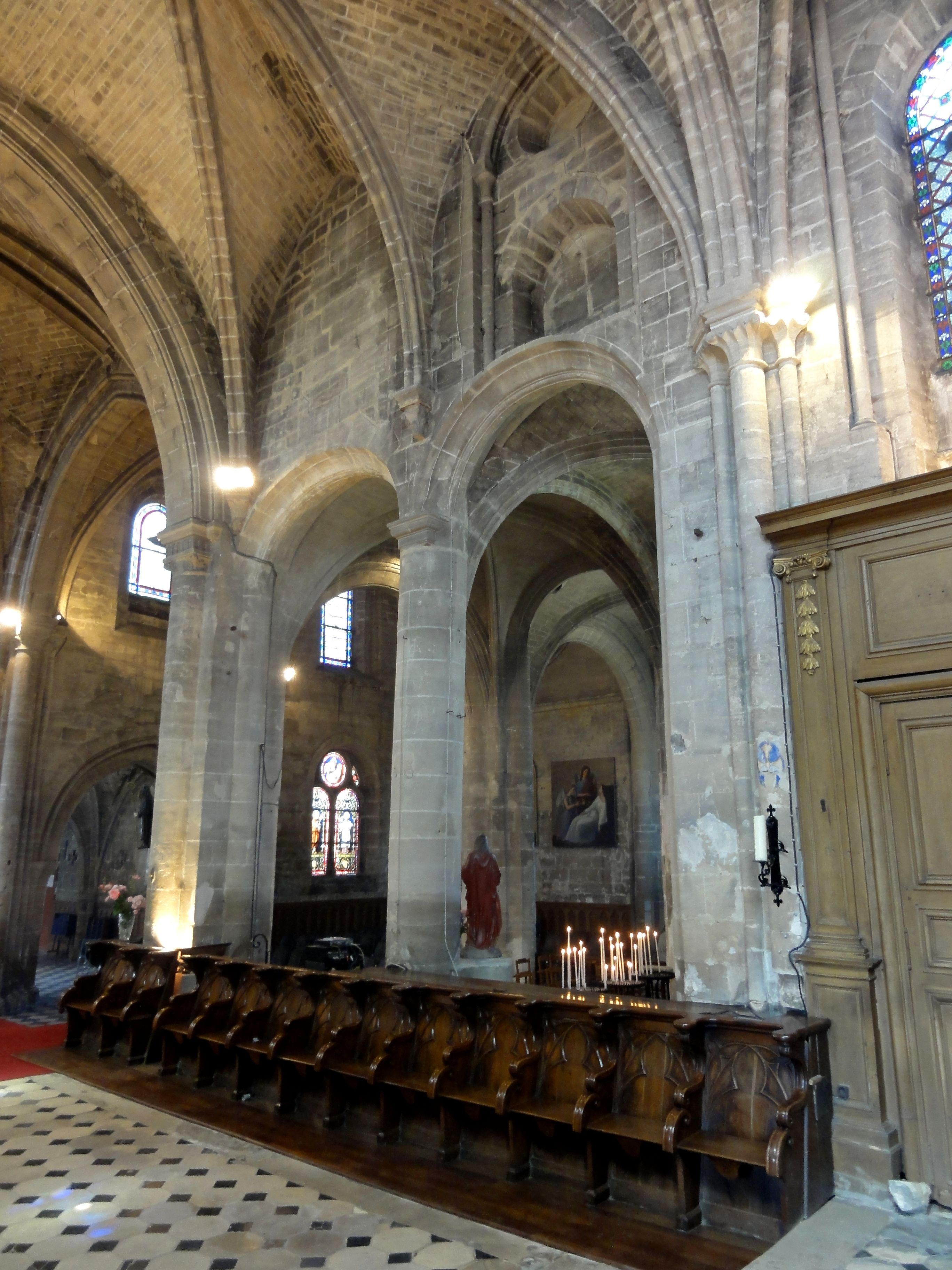
Partie droite, côté nord.
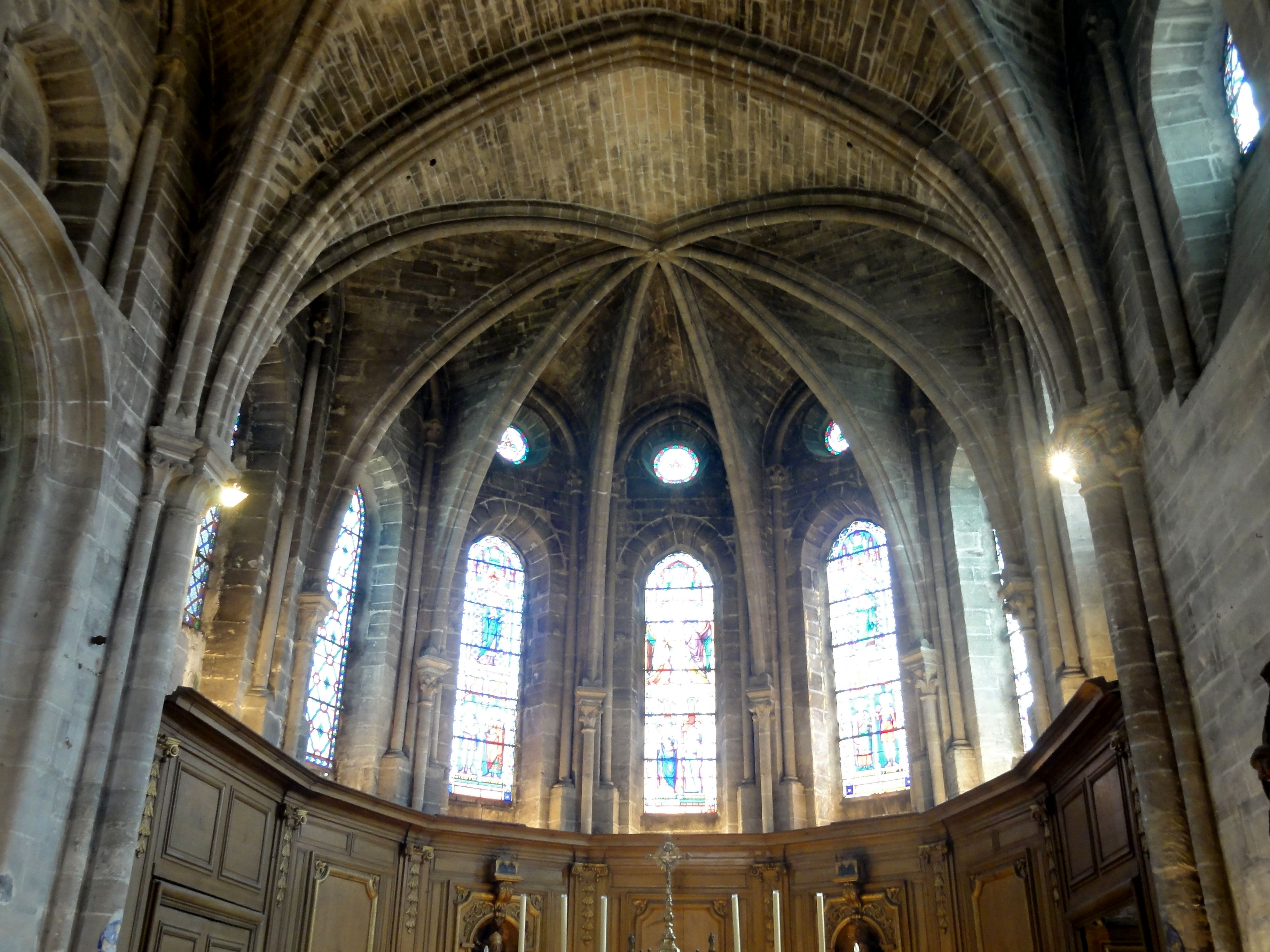
Abside, parties hautes.
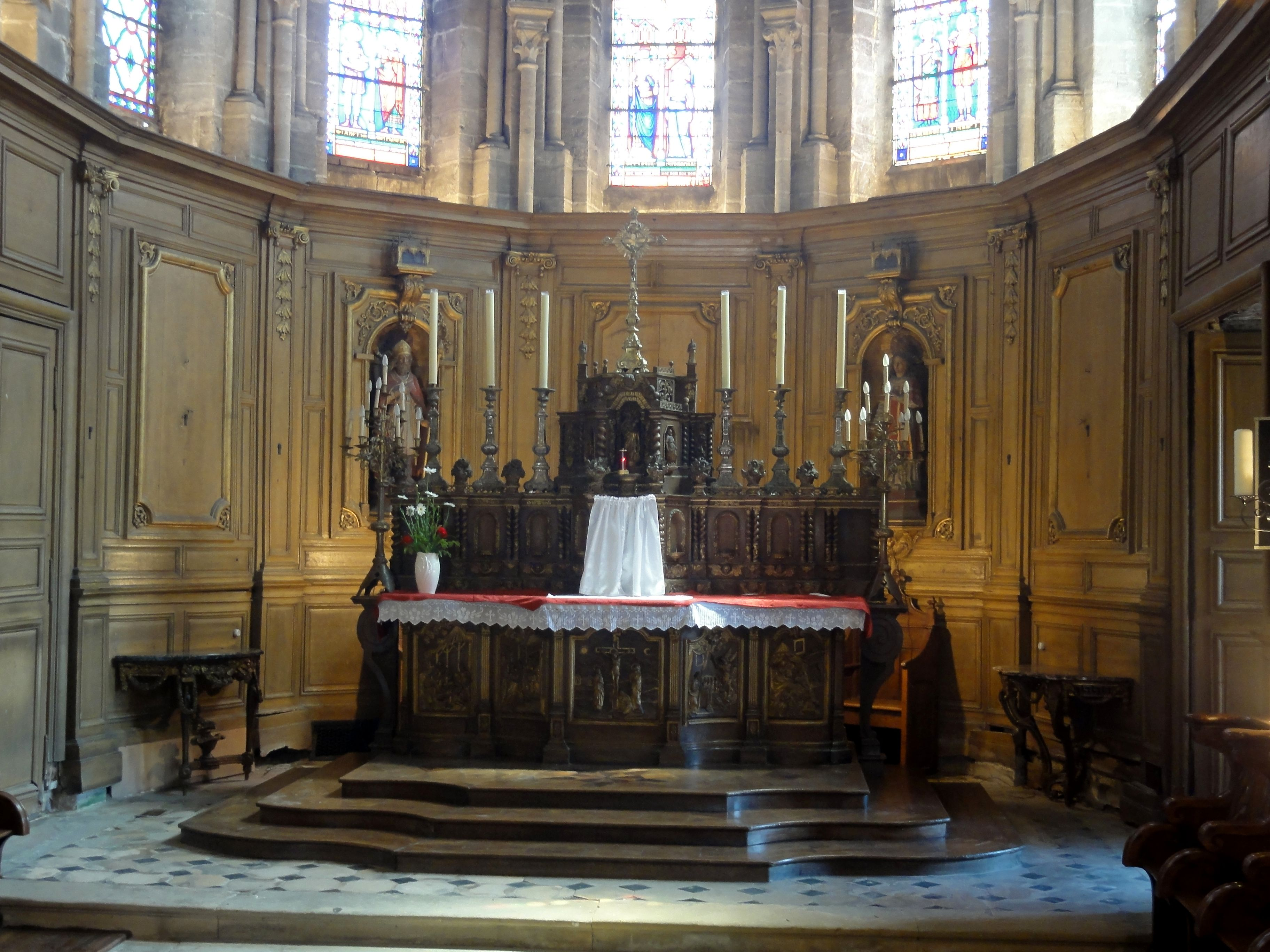
Maître-autel.
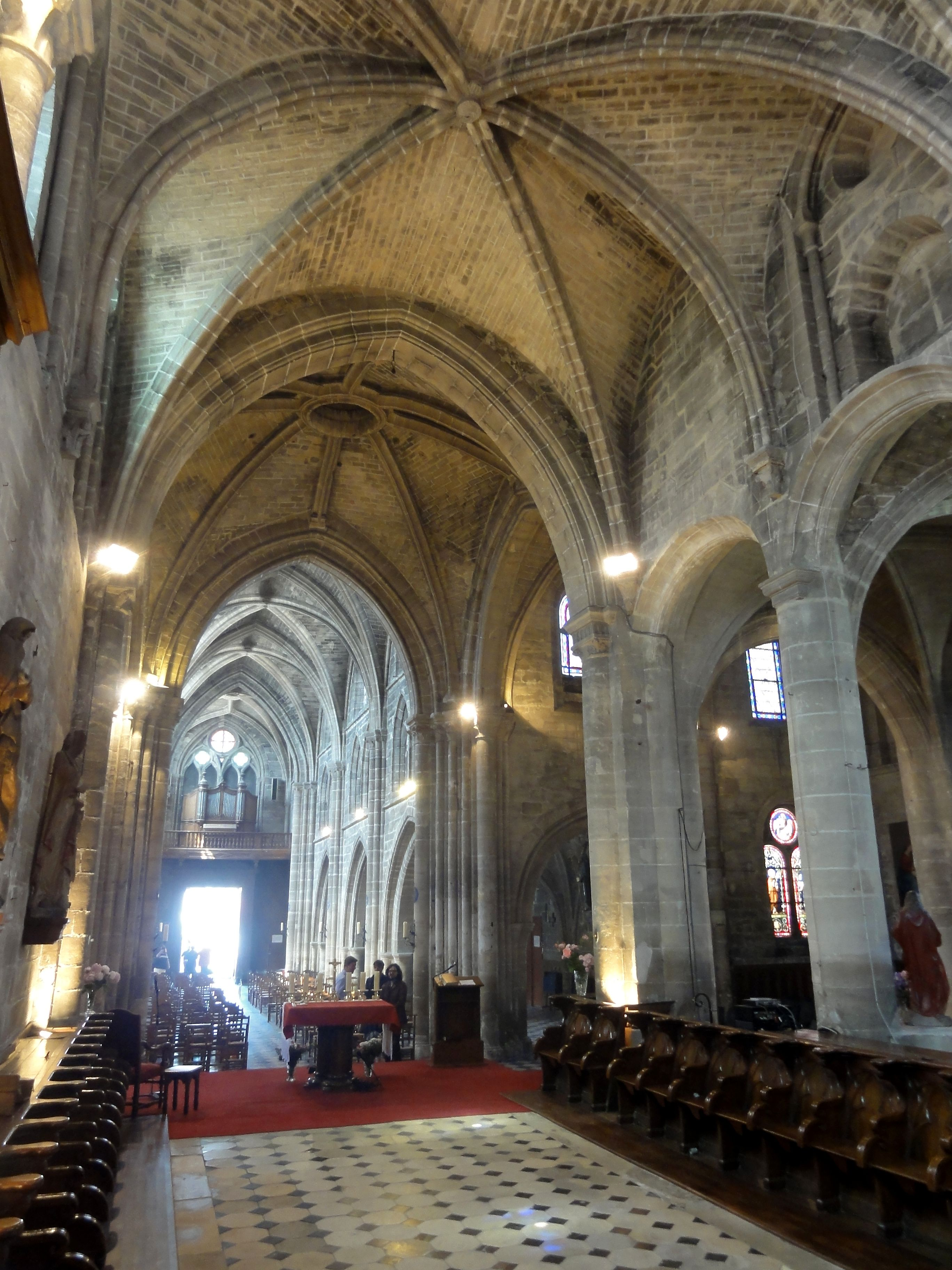
Chœur, vue vers l'ouest.
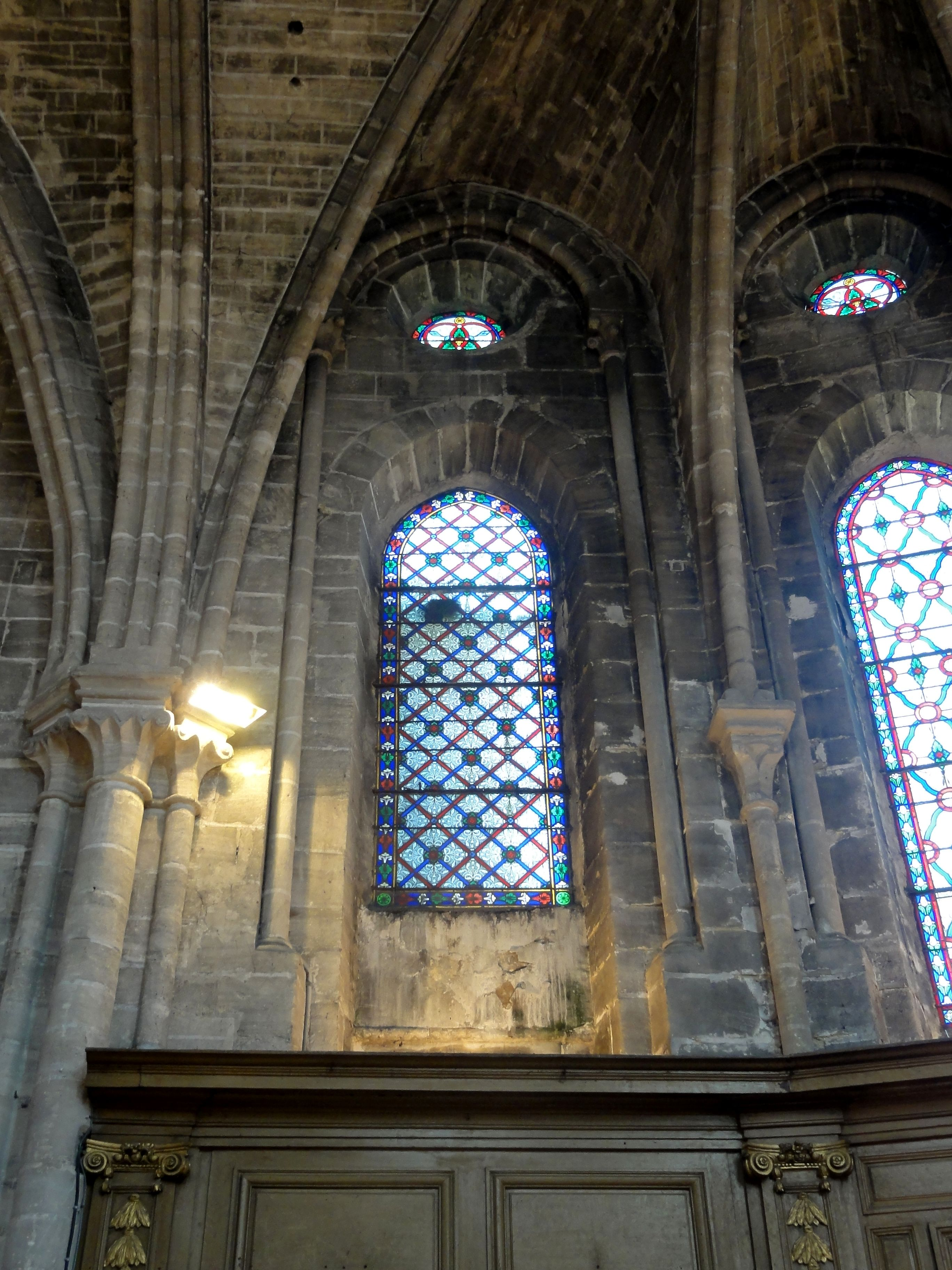
1re fenêtre de l'abside.

## Mobilier
L'église Saint-Léger comporte au moins trois éléments de mobilier classés monuments historiques au titre objet :
- Une cloche, datant du troisième quart du XVIIe siècle[10]
- Un harmonium monumental Alexandre, en tribune, datant de la fin du XIXe siècle[11]. Un modèle similaire est conservé au musée de la musique de Paris.
- Une verrière figurée (baie 13), représentant saint Crépin et saint Crépinien, datant du milieu du XVIe siècle[12]